# Copenaghen
Copenaghen (AFI: /kopeˈnaɡɛn/; in danese København, AFI: /kʰøpm̩ˈhɑwˀn/, ) è la capitale e la città più popolosa della Danimarca con 662022 abitanti nel comune (1 363 000 nell'area urbana al 2023). È situata sulle isole Selandia e Amager, ed è separata dalla città svedese di Malmö dall’Øresund.
Copenaghen venne fondata nel IX secolo come villaggio di pescatori vichingo situato nei pressi di quella che oggi è Gammel Strand. All'inizio del XV secolo divenne la capitale della Danimarca e nei due secoli successivi consolidò la sua posizione di centro di potere regionale grazie alle sue istituzioni amministrative e alla presenza delle forze armate. Durante il Rinascimento la città funse da centro dell'Unione di Kalmar, essendo sede della monarchia, governando la maggior parte dell'attuale regione nordica in un'unione personale con la Svezia e la Norvegia governate dallo stesso monarca danese. La città fiorì come centro culturale ed economico.
Dopo un'epidemia di peste e un grave incendio avvenuti nel XVIII secolo, la città subì un periodo di riqualificazione che incluse la costruzione del prestigioso quartiere di Frederiksstaden e la fondazione di istituzioni culturali come il Teatro reale danese e l'Accademia Reale di belle arti. Dopo ulteriori sciagure occorse all'inizio del XIX secolo, quando l'ammiraglio inglese Horatio Nelson attaccò la flotta dano-norvegese e bombardò la città, la ricostruzione avvenuta durante l'"età dell'oro danese" portò ad un nuovo aspetto in stile neoclassico della città. Successivamente, dopo la seconda guerra mondiale, il Piano Finger favorì lo sviluppo di alloggi e attività commerciali lungo le cinque linee ferroviarie urbane che si estendono dal centro cittadino.
A partire dall'inizio del XXI secolo, Copenaghen è stata protagonista di un forte sviluppo urbano e culturale, facilitato dagli investimenti nelle sue istituzioni e infrastrutture. In questi anni la città è diventata il centro culturale, economico e governativo della Danimarca e uno dei maggiori centri finanziari del Nord Europa grazie anche alla presenza della borsa di Copenaghen. L'economia della città ha beneficiato di rapidi sviluppi nel settore dei servizi, in particolare grazie all'informatica, alla farmaceutica e all'economia verde. La capitale della Danimarca è infatti è spesso considerata una delle città più green d’Europa.
Dal completamento del ponte di Øresund, Copenaghen è diventata sempre più integrata con la provincia svedese di Scania. Con una serie di ponti che collegano i vari quartieri, il paesaggio urbano è caratterizzato da parchi, passeggiate e lungomare. I monumenti cittadini come i Giardini di Tivoli, la statua della Sirenetta, i palazzi di Amalienborg e di Christiansborg, il Castello di Rosenborg, la Marmorkirken, Børsen e molti musei, ristoranti e locali notturni sono importanti attrazioni turistiche.
La città è sede dell'Università di Copenaghen (fondata nel 1479 e la prima della Danimarca), l'Università tecnica della Danimarca, la Copenhagen Business School e l'Università di informatica. Il vescovo di Copenaghen è primus inter pares dell’episcopato della Chiesa di Danimarca. Copenaghen ospita le squadre di calcio FC Copenhagen e Brøndby IF. L'annuale maratona di Copenaghen è stata istituita nel 1980. Copenaghen è una delle città più a misura di bicicletta al mondo e nel 2014 ha ricevuto il premio capitale verde europea. Il trasporto pubblico è garantito dalla metropolitana, istituita nel 2002, che serve il centro di Copenaghen, mentre la periferia è collegata grazie ad un efficiente servizio ferroviario. L'aeroporto di Copenaghen, con i suoi 2,5 milioni di passeggeri al mese, è l'aeroporto più trafficato dei paesi nordici.

## Geografia fisica

### Clima

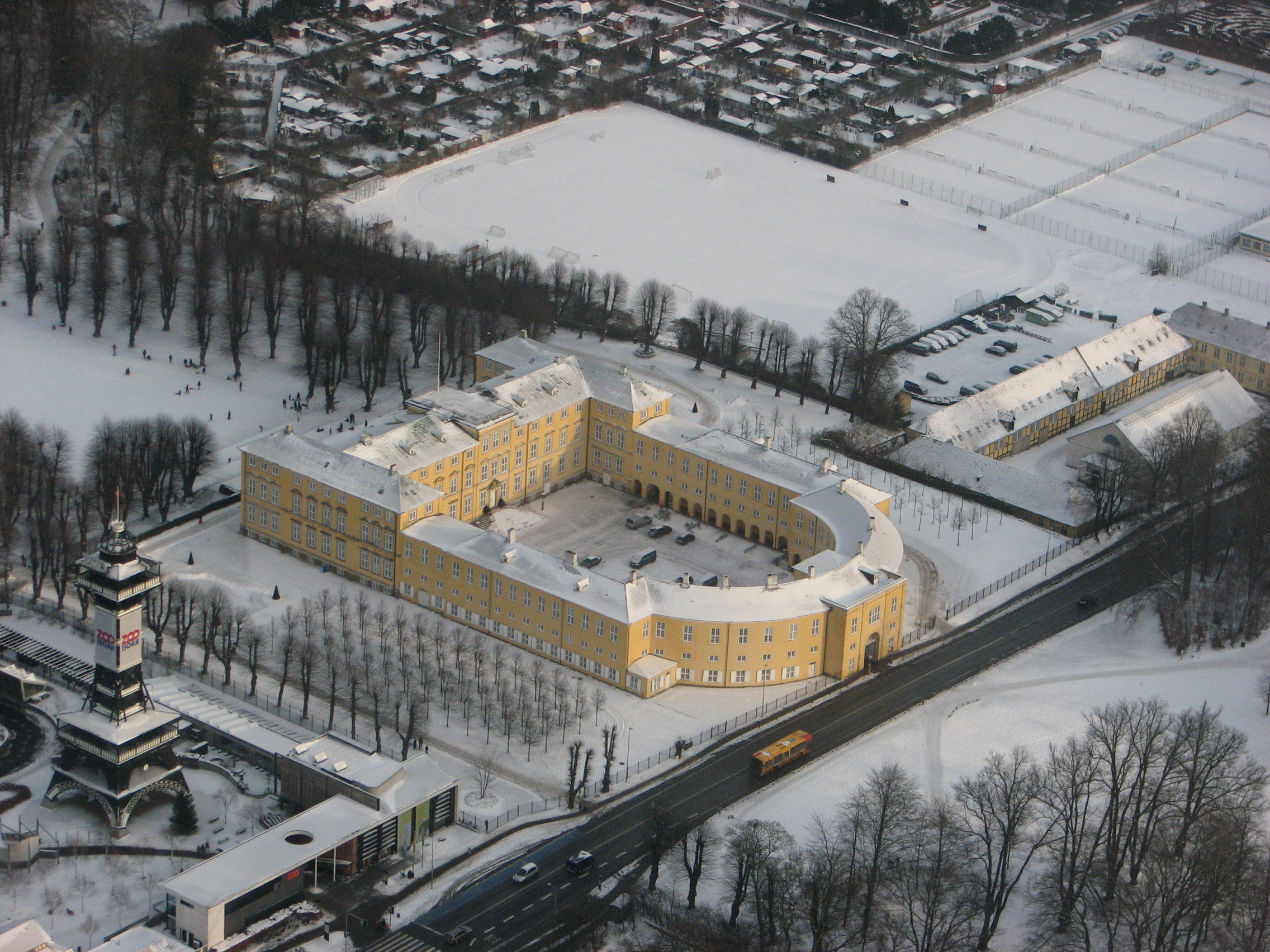
Palazzo di Frederiksberg in inverno

Il clima di Copenaghen, città di latitudine alta, è di tipo oceanico (Cfb per la classificazione di Köppen). Durante tutto l'anno il meteo è influenzato dalla presenza di sistemi di bassa pressione provenienti dall'Atlantico, che portano a condizioni meteo sempre instabili. Le precipitazioni sono in genere moderate, ad eccezione dei mesi tra luglio e settembre, in cui la piovosità è maggiore. Nei mesi più freddi, tra fine dicembre e i primi di marzo, le precipitazioni possono essere sia nevose che piovose, con temperature intorno allo zero. In questi mesi le nevicate sono abbastanza frequenti, ma raramente abbondanti, e con scarsa durata del manto nevoso al suolo.
Il mese più soleggiato dell'anno è giugno, con una media di 18 ore di sole giornaliere. Luglio invece è il mese più caldo, con una temperatura massima media di 22 °C. Al contrario, durante il mese di novembre le ore di soleggiamento giornaliere si riducono a due, e tra dicembre e febbraio sono in media meno di una al giorno. Febbraio è il mese più asciutto dell'anno, con una media di soli 30 mm di precipitazioni. In condizioni meteo eccezionali, su Copenaghen possono scendere fino a 50 cm di neve nell'arco di 24 ore nei mesi invernali, mentre le temperature estive hanno talvolta raggiunto i 33 °C.
Il numero di ore di luce giornaliere varia notevolmente tra l'estate e l'inverno, a causa della latitudine alla quale si trova la città. Il giorno del solstizio d'estate, il sole sorge alle 04:26 e tramonta alle 21:58, per un totale di 17 ore e 32 minuti di luce. Durante il solstizio di inverno, le ore di luce sono 7, essendo l'alba alle 08:37 e il tramonto alle 15:38.
| Dati climatici per Copenaghen | Mesi | Mesi | Mesi | Mesi | Mesi | Mesi | Mesi | Mesi | Mesi | Mesi | Mesi | Mesi | Stagioni | Stagioni | Stagioni | Stagioni | Anno  |
| Dati climatici per Copenaghen | Gen  | Feb  | Mar  | Apr  | Mag  | Giu  | Lug  | Ago  | Set  | Ott  | Nov  | Dic  | Inv      | Pri      | Est      | Aut      | Anno  |
| ----------------------------- | ---- | ---- | ---- | ---- | ---- | ---- | ---- | ---- | ---- | ---- | ---- | ---- | -------- | -------- | -------- | -------- | ----- |
| T. max. media (°C)            | 1,9  | 2,0  | 4,8  | 9,5  | 15,0 | 19,2 | 20,4 | 20,3 | 16,7 | 12,1 | 7,1  | 3,7  | 2,5      | 9,8      | 20,0     | 12,0     | 11,1  |
| T. media (°C)                 | 0,1  | −0,1 | 2,0  | 5,7  | 10,9 | 15,1 | 16,4 | 16,3 | 13,2 | 9,5  | 5,1  | 1,8  | 0,6      | 6,2      | 15,9     | 9,3      | 8,0   |
| T. min. media (°C)            | −2,0 | −2,4 | −0,6 | 2,3  | 7,2  | 11,3 | 12,9 | 12,6 | 9,8  | 6,7  | 2,7  | −0,5 | −1,6     | 3,0      | 12,3     | 6,4      | 5,0   |
| T. max. assoluta (°C)         | 10   | 14   | 19   | 22   | 28   | 33   | 31   | 31   | 27   | 20   | 14   | 12   | 14       | 28       | 33       | 27       | 33    |
| T. min. assoluta (°C)         | −24  | −20  | −18  | −9   | −2   | 3    | 8    | 6    | 1    | −4   | −7   | −11  | −24      | −18      | 3        | −7       | −24   |
| Precipitazioni (mm)           | 46   | 30   | 39   | 39   | 42   | 52   | 68   | 64   | 60   | 56   | 61   | 56   | 132      | 120      | 184      | 177      | 613   |
| Giorni di pioggia             | 10   | 8    | 9    | 8    | 8    | 8    | 10   | 10   | 10   | 9    | 12   | 11   | 29       | 25       | 28       | 31       | 113   |
| Ore di soleggiamento mensili  | 45   | 67   | 110  | 168  | 217  | 218  | 202  | 193  | 133  | 90   | 55   | 42   | 154      | 495      | 613      | 278      | 1 540 |

## Origini del nome
Il nome danese è una corruzione di Køpmannæhafn, che significa Porto dei Mercanti. Il nome inglese per la città, Copenhagen (notare la posizione dell'acca rispetto all'esonimo italiano), deriva dalla lingua basso-tedesca Kopenhagen.
In latino era chiamata Hafnia.

## Storia

### Antichità

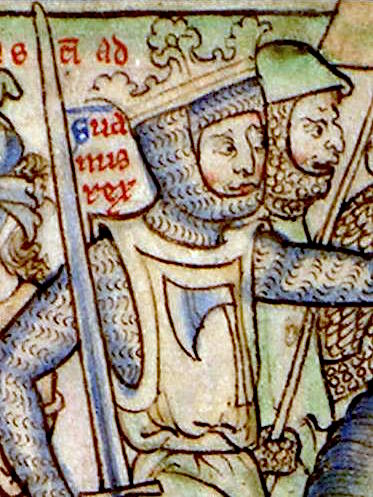
Sweyn I di Danimarca

Sebbene i primi documenti storici relativi Copenaghen risalgano solo alla fine del XII secolo, recenti scoperte archeologiche avvenute in concomitanza con i lavori di realizzazione della metropolitana cittadina hanno portato alla luce i resti di un grande edificio mercantile risalente al 1020 circa nei pressi dell'odierna Kongens Nytorv. Ulteriori scavi realizzati a Pilestræde hanno permesso di scoprire un pozzo databile alla fine del XII secolo. I resti di un'antica chiesa, con tombe risalenti all'XI secolo, sono invece rinvenuti vicino al punto in cui Strøget incontra Rådhuspladsen.
Tali reperti hanno permesso di stabilire che le origini di Copenaghen come città risalgono almeno all'XI secolo mentre sostanziali ritrovamenti di strumenti in selce nella zona sono chiare testimonianze di insediamenti umani risalenti all'età della pietra. Molti storici ritengono che la città risalga alla tarda età vichinga e che sia stata forse fondata da Sweyn I. Il porto naturale e l'ampia presenza di aringhe potrebbero aver attirato nella zona pescatori e mercanti stagionali a partire dall'XI secolo e in modo più stabile dal XIII secolo. Le prime abitazioni erano probabilmente concentrate su Gammel Strand (letteralmente "vecchia sponda").
Come detto, la prima menzione scritta riguardante la città risale al XII secolo, quando Saxo Grammaticus nella sua Gesta Danorum la chiamò Portus Mercatorum, che significa "porto dei mercanti". Tradizionalmente, la fondazione di Copenaghen è stata fatta coincidere con l'edificazione da parte del vescovo Absalon di una modesta fortezza sulla piccola isola di Slotsholmen nel 1167 dove oggi si trova il Palazzo di Christiansborg. La costruzione della fortezza avvenne in conseguenze degli attacchi dei pirati Venedi che razziavano la costa durante il XII secolo. In breve tempo furono completati i bastioni difensivi e i fossati mentre nel 1177 fu costruita la chiesa di San Clemente; l'eccellente porto contribuì alla crescita della città fino a diventare un importante centro di commercio (da qui il suo nome – la prima parte della parola indica commercio in lingua danese). Gli attacchi dei Venedi continuarono e dopo che la fortezza originale venne distrutta, gli isolani la sostituirono con il castello di Copenaghen.

### Medioevo

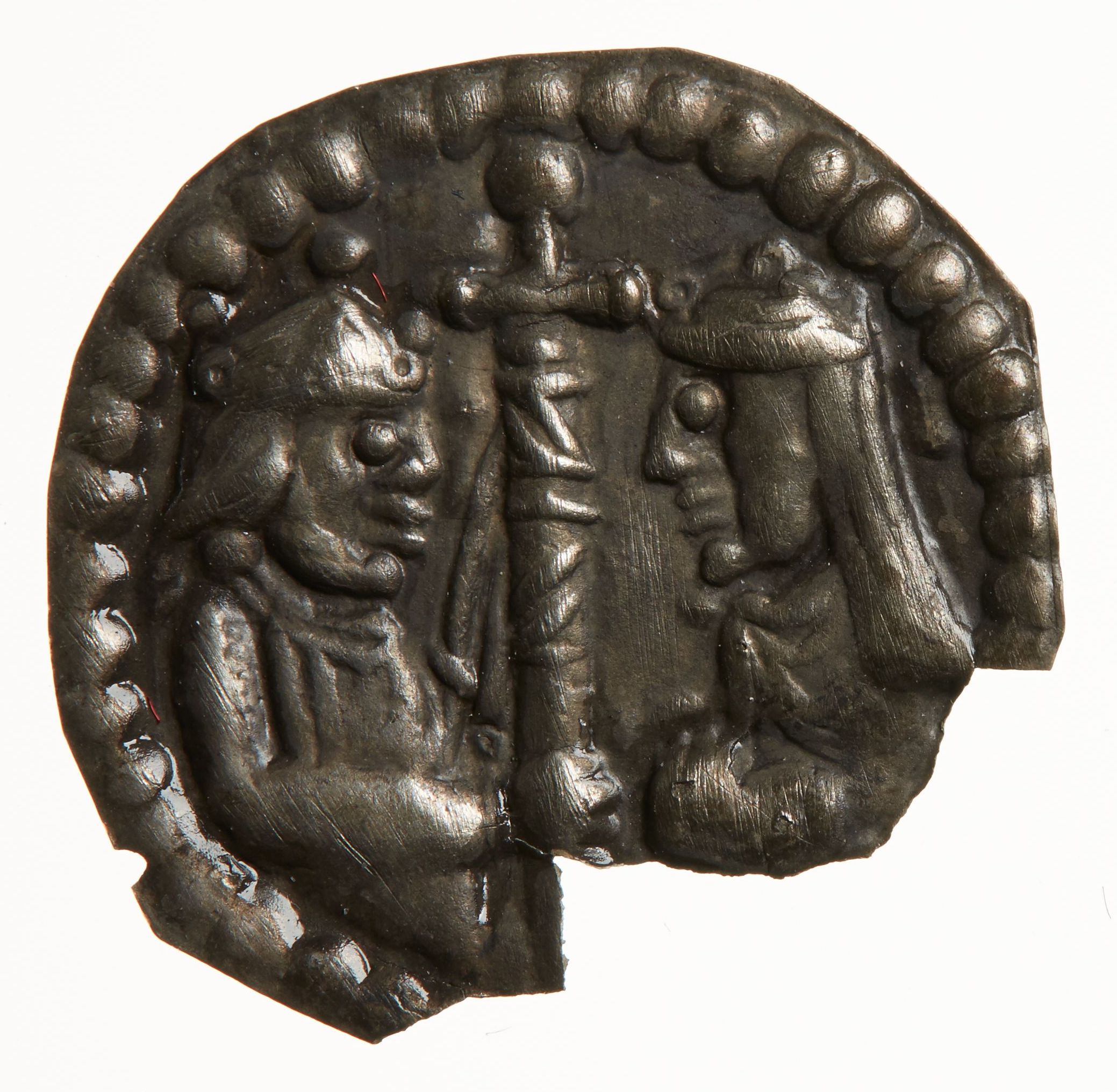
Moneta raffigurante re Valdemaro I di Danimarca e la moglie Sofia di Minsk

Nel 1186, in una lettera di papa Urbano III veniva dichiarato che il castello di Hafn (Copenaghen) e le terre circostanti, inclusa la città di Hafn, fossero state date ad Absalon, vescovo di Roskilde dal 1158 al 1191 e arcivescovo di Lund dal 1177 al 1201, da parte di re Valdemaro I. Alla morte di Absalon, la proprietà sarebbe passata alla diocesi di Roskilde. Intorno al 1200, la Cattedrale di Nostra Signora fu costruita su un'altura a nord-est del e un insediamento urbano iniziò a svilupparsi attorno ad essa.
Quando la città assunse un ruolo più importante dovette subire i ripetuti attacchi da parte dalla Lega Anseatica e nel 1368 venne invasa durante la seconda guerra danese-anseatica. Mentre l'attività di pesca prosperava, in particolare riguardo al commercio delle aringhe, Copenaghen iniziò ad espandersi a nord di Slotsholmen. Nel 1254 la città ricevette un proprio statuto da parte del vescovo Jakob Erlandsen che ottenne sostegno dai mercanti di pescatori locali contro il re grazie alla concessione di privilegi speciali. A metà del 1330 fu pubblicata la prima valutazione fondiaria della città.
Con l'istituzione dell'Unione di Kalmar (1397-1523) tra Danimarca, Norvegia e Svezia, Copenaghen emerse intorno al 1416 come capitale della Danimarca quando Eric di Pomerania trasferì la sua sede al Castello. L'Università di Copenaghen, una delle più antiche università d'Europa, fu inaugurata il 1º giugno 1479 da re Cristiano I di Danimarca dopo aver ricevuto l'approvazione di papa Sisto IV.

### XVI-XVII secolo

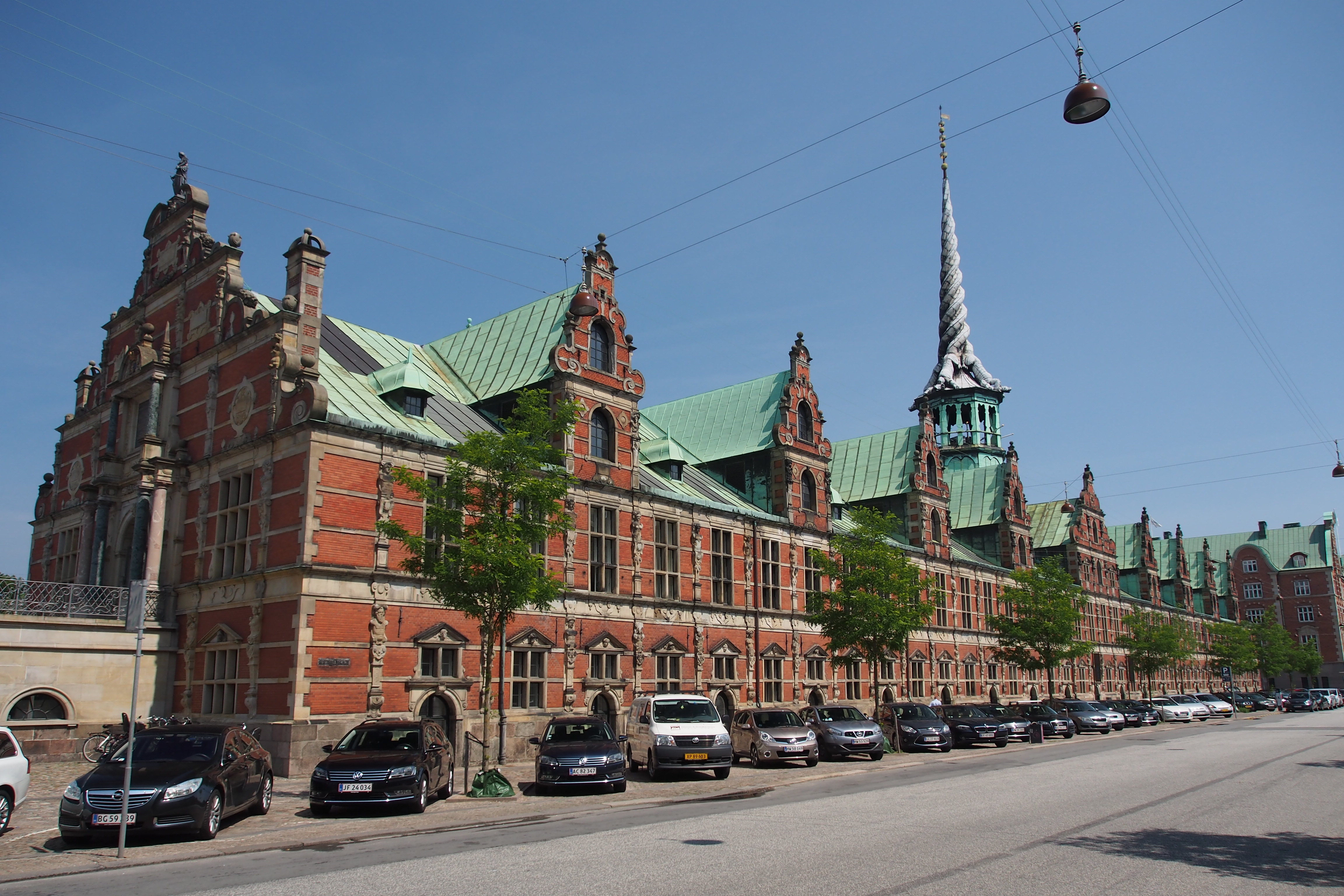
L'edificio del Børsen

Nella prima metà del XVI secolo, durante il turbolento periodo della Riforma Protestante, la città rimase fedele al sovrano cattolico Cristiano II anche dopo il disastroso assedio perpetrato nel 1523 delle forze protestanti di Federico I di Danimarca. A seguito di ciò, le difese cittadine vennero rinforzate con una serie di torri poste lungo le mura della città. Dopo un ulteriore lungo assedio protrattosi dal luglio 1535 al luglio 1536, durante il quale la città sostenne l'alleanza di Cristiano II con Malmö e Lubecca, fu costretta a capitolare a Cristiano III. Durante la seconda metà del secolo, la città tornò a prosperare grazie all'aumento del commercio attraverso il Baltico supportato dai navigatori olandese. Christoffer Valkendorff, statista di alto rango, difese gli interessi della città e contribuì al suo sviluppo.

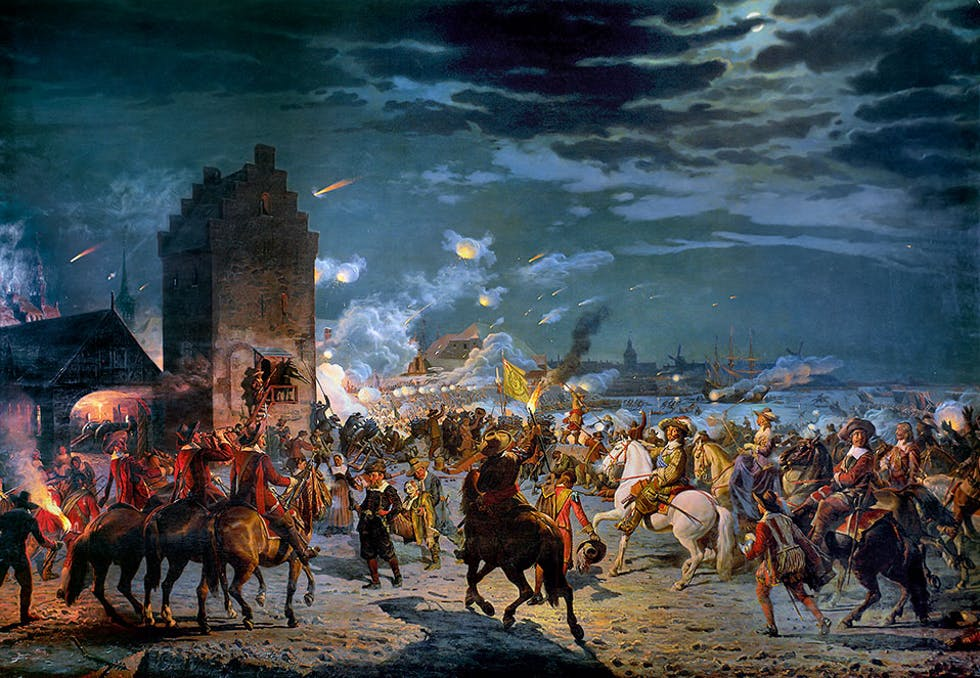
Il fallito assalto da parte di Carlo X Gustavo di Svezia

Durante il regno di Cristiano IV, durato tra il 1588 e il 1648, Copenaghen crebbe a ritmo veramente sostenuto. Su sua iniziativa, all'inizio del XVII secolo, furono completati due importanti edifici a Slotsholmen: l'Arsenale di Tøjhus e la borsa valori Børsen. Per promuovere il commercio internazionale, nel 1616 venne fondata la Compagnia danese delle Indie orientali. A est della città, su ispirazione della pianificazione urbanistica olandese, il re sviluppò il distretto di Christianshavn con canali e bastioni. Inizialmente doveva essere un centro commerciale fortificato, ma alla fine divenne parte della città. Cristiano IV promosse anche una serie di ambiziosi progetti di costruzione tra cui il Castello di Rosenborg e il Rundetårn. Nel 1658-1659, la città resistette all'assedio degli svedesi guidati da Carlo X Gustavo di Svezia respingendo con successo un vasto tentativo di assalto.
Nel 1661 Copenaghen aveva oramai affermato la sua posizione di capitale della Danimarca e della Norvegia. Tutte le principali istituzioni si trovavano lì, così come la flotta e la maggior parte dell'esercito. Le difese furono ulteriormente potenziate con il completamento della Kastellet nel 1664 e l'ampliamento di Christianshavns Vold con i suoi bastioni nel 1692, portando così alla creazione di una nuova base per la flotta a Nyholm.

### XVIII secolo

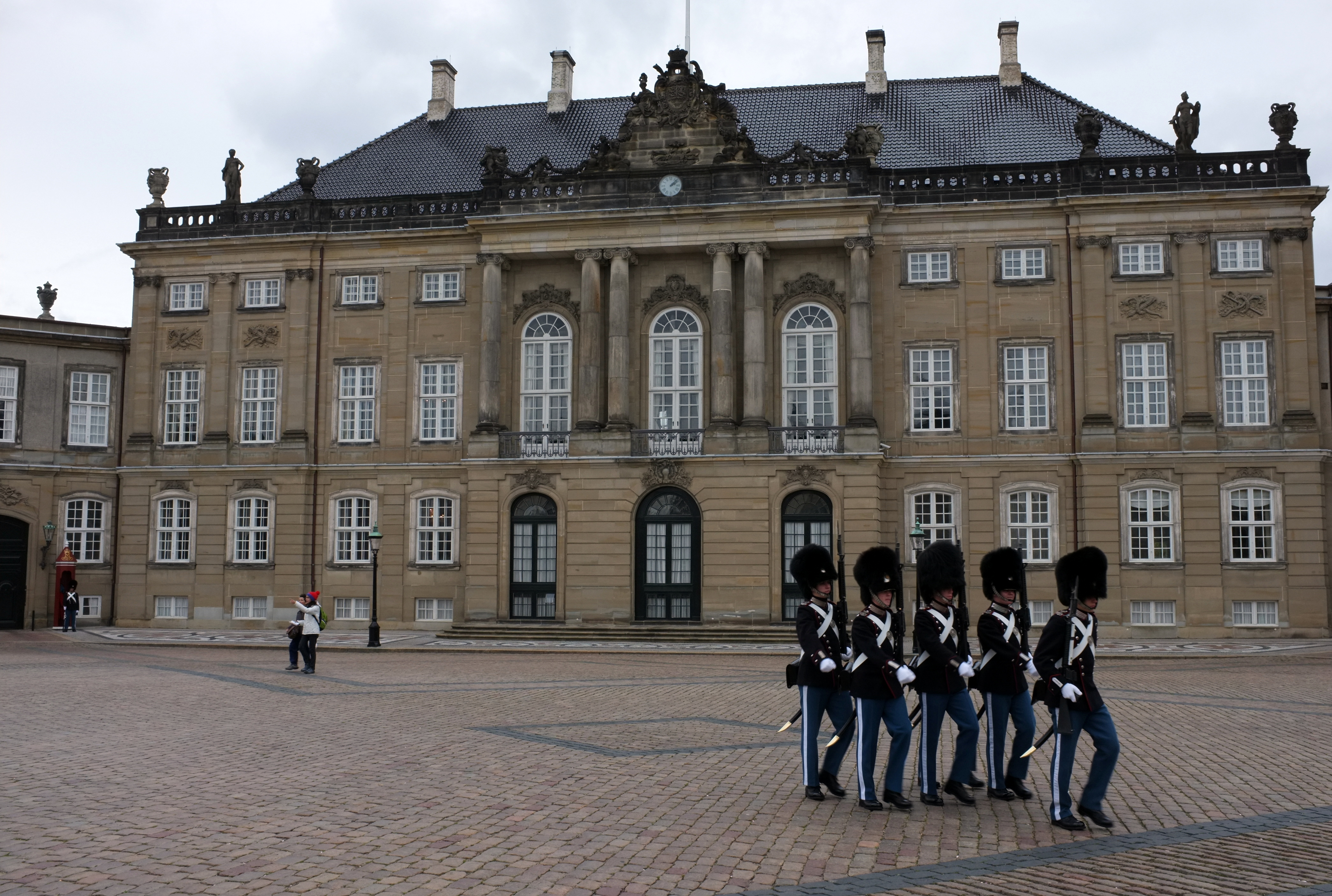
Un palazzo a Amalienborg

A causa di una grave epidemia di peste, nel 1711 Copenaghen perse circa 22000 abitanti su una popolazione di 65000 e successivamente dovette subire anche due grandi incendi che distrussero gran parte delle sue infrastrutture. L'incendio di Copenaghen del 1728 fu il più grande nella storia della città ed ebbe inizio la sera del 20 ottobre continuando a divampare fino alla mattina del 23 ottobre, distruggendo circa il 28% della città e lasciando circa il 20% della popolazione senza una casa. Non meno del 47% della zona medievale cittadina andò completamente perduta. Insieme al successivo incendio del 1795, è la ragione principale per cui nella città attuale si trovano poche tracce del centro storico.
A questi avvenimenti seguì una vasta opera di ricostruzione. Nel 1733 iniziarono i lavori per la realizzazione della residenza reale del Palazzo di Christiansborg, completato nel 1745, mentre nel 1749 fu avviato lo sviluppo del prestigioso quartiere di Frederiksstaden. Progettato da Nicolai Eigtved in stile rococò, comprendeva in centro gli edifici che ora costituiscono il Palazzo di Amalienborg. Inoltre, furono intrapresi importanti ampliamenti alla base navale di Holmen mentre l'importanza culturale della città fu accresciuta con il Teatro Reale e la Reale Accademia di Belle Arti.
Nella seconda metà del XVIII secolo, Copenaghen beneficiò della neutralità della Danimarca durante le guerre intercorse tra le principali potenze europee, consentendole di affermarsi tra le città protagoniste nel commercio intorno al Mar Baltico.

### XIX secolo

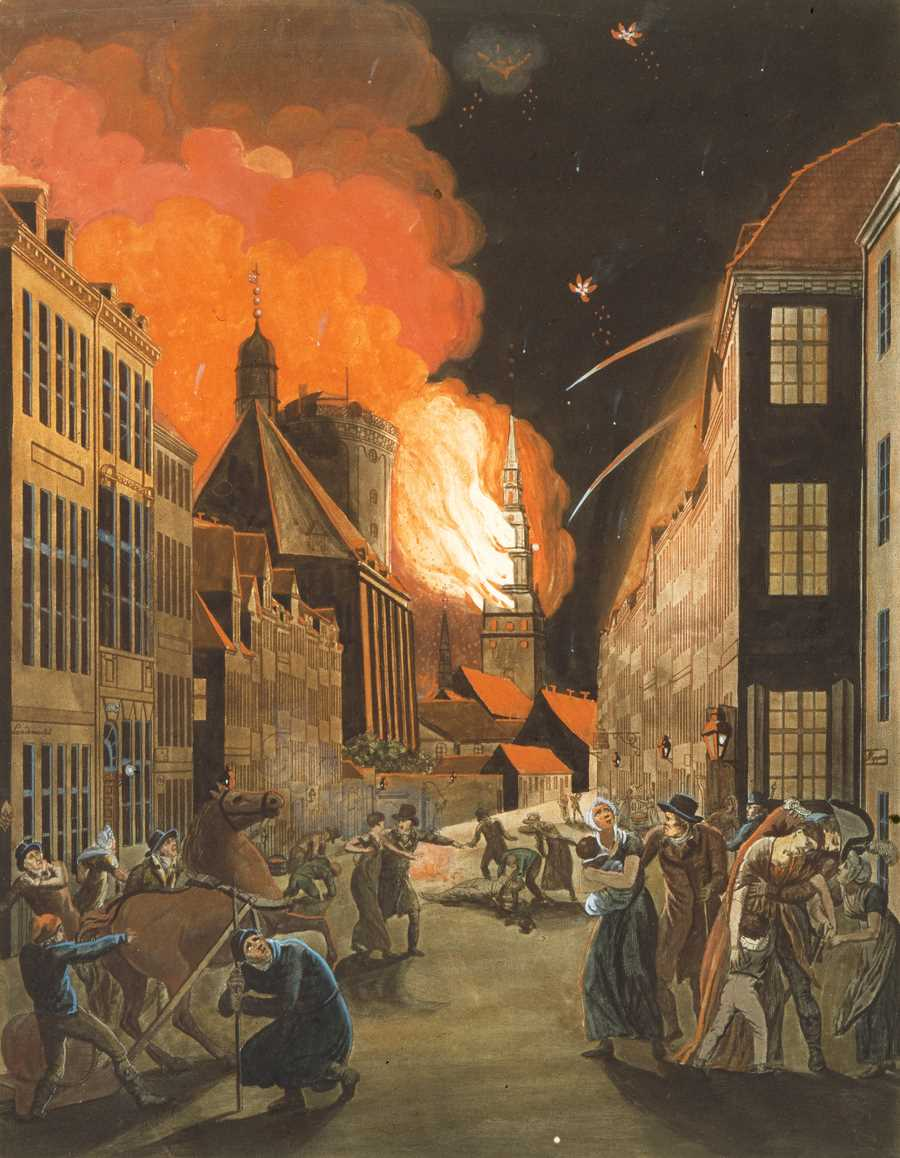
L'incendio di Copenaghen per il bombardamento inglese del 1807

Il 2 aprile 1801, una flotta britannica al comando dell'ammiraglio Sir Hyde Parker attaccò e sconfisse la flotta neutrale danese-norvegese ancorata vicino a Copenaghen. L'attacco principale fu guidato dal vice ammiraglio Horatio Nelson e durante il combattimento disobbedì all'ordine di Parker di ritirarsi, distruggendo molte delle navi dano-norvegesi prima che fosse concordata una tregua. La battaglia di Copenaghen è spesso considerata come la battaglia più dura combattuta di Nelson, superando persino i pesanti combattimenti di Trafalgar. Fu durante gli scontri che Lord Nelson avrebbe pronunciato la celebre frase "mettere il telescopio davanti all'occhio cieco" in modo da non vedere il segnale di cessate il fuoco dell'ammiraglio Parker.
Quando una spedizione britannica bombardò Copenaghen nel 1807 per acquisire il controllo della marina danese, la città subì gravi danni e molte vittime. Dal punto di vista britannico questo fu un attacco preventivo, sebbene contro la popolazione civile, allo scopo di impadronirsi ancora una volta della flotta, ma, secondo i danesi, l'azione fu un bombardamento terroristico in cui venne colpita direttamente la popolazione civile. Inoltre questa fu la prima occasione in Europa in cui vennero utilizzati razzi incendiari Congreve (che contenendo fosforo il fuoco non può essere spento con l'acqua) lanciati sulla città. Poche edifici con il tetto in paglia sopravvissero al bombardamento. La chiesa più grande, cattedrale di Nostra Signora, fu distrutta dall'artiglieria marina. Diversi storici considerano questa battaglia il primo attacco terroristico contro una grande città europea nei tempi moderni.
Dopo il bombardamento, gli inglesi sbarcarono con 30000 uomini, circondarono Copenaghen continuando l'attacco per i tre giorni successivi, uccidendo circa 2000 civili e distruggendo la maggior parte della città. La disfatta fu così grande perché Copenaghen faceva ancora affidamento su una vecchia linea di difesa il cui raggio limitato non poteva impensierire le navi britanniche e la loro artiglieria a lungo raggio.

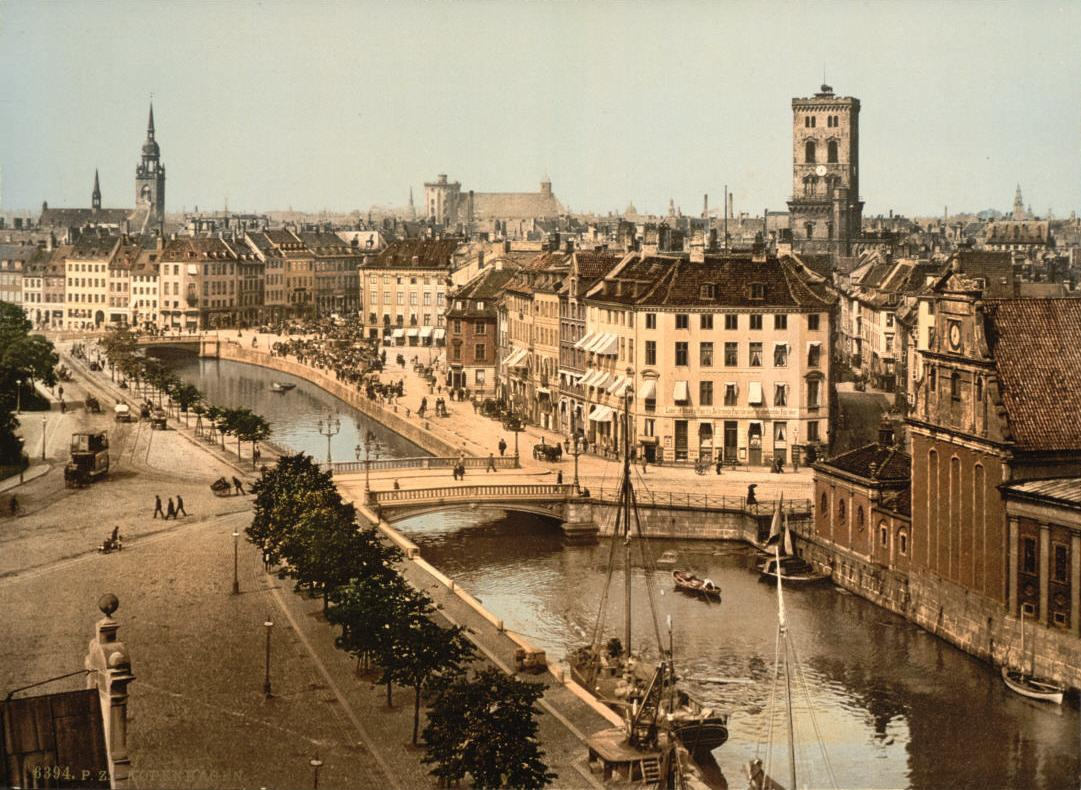
Copenaghen nel 1900 circa

Nonostante i disastri accaduti all'inizio del XIX secolo, Copenaghen visse un periodo di intensa creatività culturale noto come l'età dell'oro danese. La pittura prosperò grazie a Christoffer Wilhelm Eckersberg e i suoi studenti, mentre Christian Frederik Hansen e Michael Gottlieb Bindesboll conferirono un aspetto neoclassico all'architettura della città. All'inizio del 1850, i bastioni della città furono aperti per consentire la costruzione di nuove abitazioni intorno ai laghi (Søerne) che confinava con le vecchie difese a ovest. Entro il 1880, i distretti di Nørrebro e Vesterbro si svilupparono al fine di accogliere coloro che provenivano dalle province per favorire il processo di industrializzazione della città. Questo drammatico aumento dello spazio era atteso da tempo, poiché non solo i vecchi bastioni erano obsoleti come sistema di difesa, ma dovevano essere superate le cattive condizioni igieniche nella città vecchia. Dal 1886, il bastione occidentale (Vestvolden) fu raso al suolo, consentendo importanti estensioni del porto che portarono all'istituzione del porto franco di Copenaghen 1892-94. L'elettricità arrivò nel 1892 e i tram elettrici nel 1897. La diffusione delle abitazioni nelle aree esterne ai vecchi bastioni provocò un enorme aumento della popolazione. Nel 1840 Copenaghen era abitata da circa 120000 persone ma nel 1901 arrivava a contarne 400000 abitanti.

### XX secolo

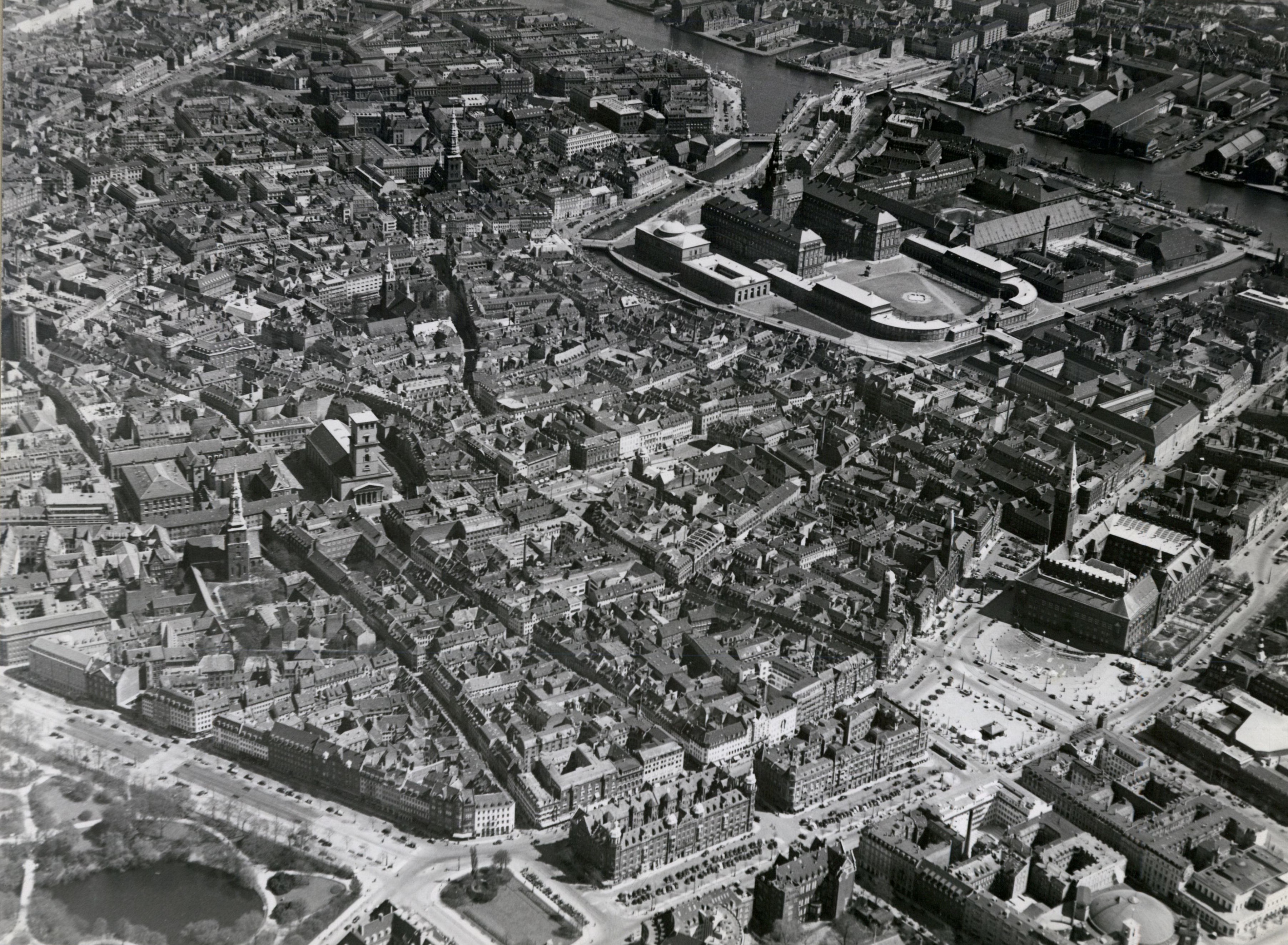
Centro di Copenaghen nel 1939

All'inizio del XX secolo, Copenaghen era diventata una fiorente città industriale e amministrativa. A seguito della costruzione del nuovo municipio e della stazione ferroviaria, il suo centro si era spostato verso ovest. Nuovi insediamenti abitativi sorsero a Brønshøj e Valby, mentre Frederiksberg divenne un'enclave all'interno della città di Copenaghen. Tra il 1901 e il 1902, le zone settentrionali di Amager e Valby vennero incorporate nella città.
Come risultato della neutralità della Danimarca nella prima guerra mondiale, Copenaghen conobbe un periodo di prosperità grazie ai commerci sia con la Gran Bretagna che con la Germania; durante tutto il conflitto le difese della città furono mantenute completamente presidiate da circa 40000 soldati.
Negli anni 1920 si registrò una grave carenza di beni e alloggi. Pertanto furono elaborati piani per demolire la parte vecchia di Christianshavn e radere al suolo le peggiori baracche della città. Tuttavia, fu solo negli anni 1930 che poterono essere eseguiti sostanziali sviluppi abitativi, grazie alla demolizione di un lato della Torvegade di Christianhavn per far posto a cinque grandi condomini.

#### Seconda guerra mondiale

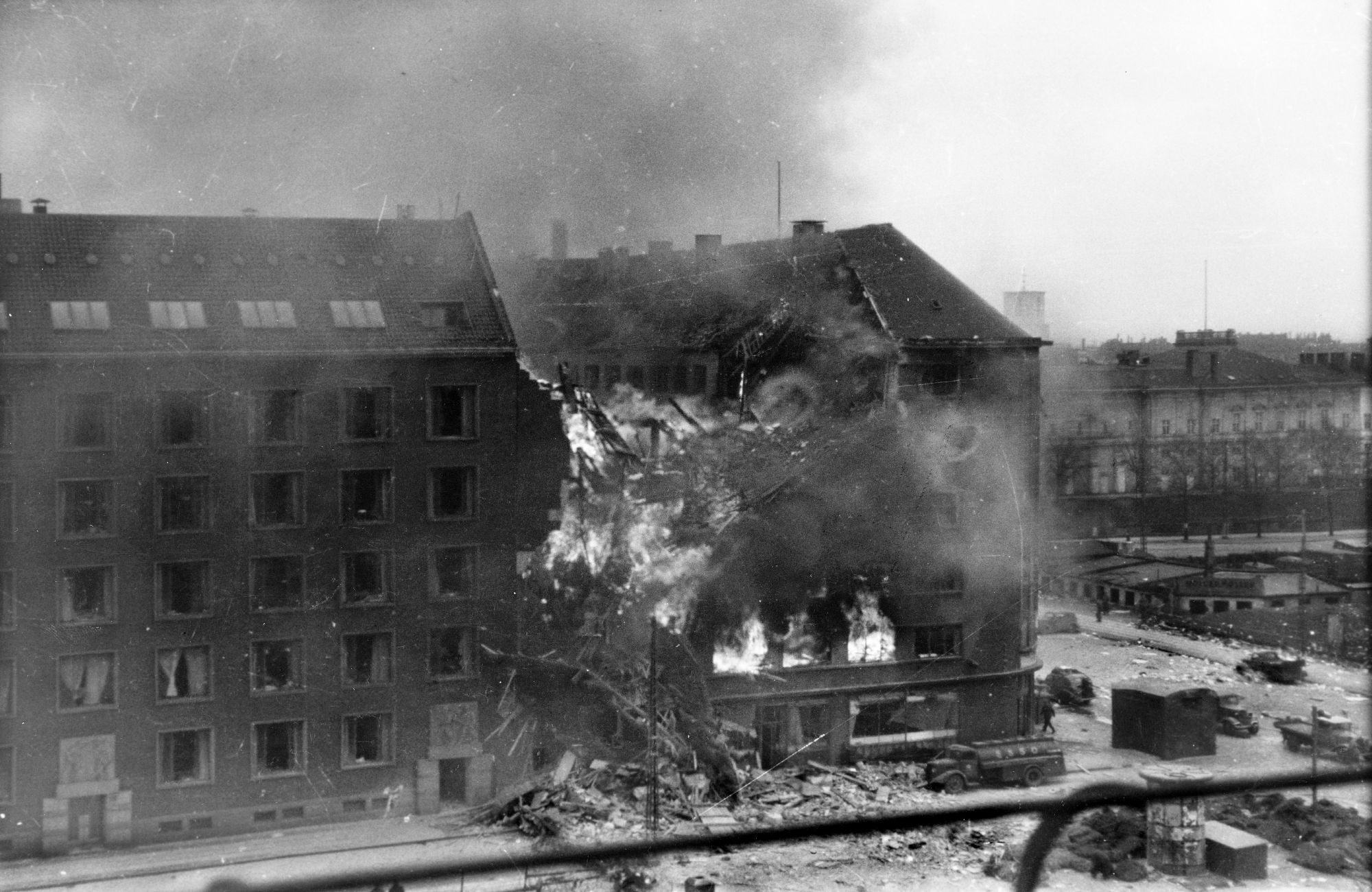
Bombardamento da parte della RAF del quartiere generale della Gestapo del marzo 1945 coordinato con il movimento di resistenza danese.

Durante la seconda guerra mondiale, Copenaghen, come il resto del paese, fu occupata da truppe tedesche, dal 9 aprile 1940 fino al 4 maggio 1945. Il dittatore tedesco Adolf Hitler sperava che la Danimarca diventasse "un protettorato modello" e inizialmente le autorità naziste cercarono di raggiungere un'intesa con il governo danese. Nel 1943 furono anche consentite nel paese le libere elezioni del parlamento con l'esclusione solo del Partito Comunista. Nel mese di agosto 1943, quando il governo collaborazionista crollò, diverse navi danesi vennero affondate nel porto dalla Royal Navy in modo da impedire che esse potessero cadere in mano nemica ed essere utilizzate dai tedeschi. In quel periodo i nazisti iniziarono ad arrestare gli ebrei, anche se la maggior parte riuscì a fuggire in Svezia.
Nel 1945 Ole Lippman, esponente della sezione danese dello Special Operations Executive, chiese alla Royal Air Force britannica di collaborare alle loro operazioni di resistenza contro gli occupanti attaccando il quartier generale nazista a Copenaghen. Di conseguenza, il vice maresciallo Sir Basil Embry elaborò piani per uno spettacolare attacco di precisione agli edifici che ospitavano la Sicherheitsdienst e la Gestapo.

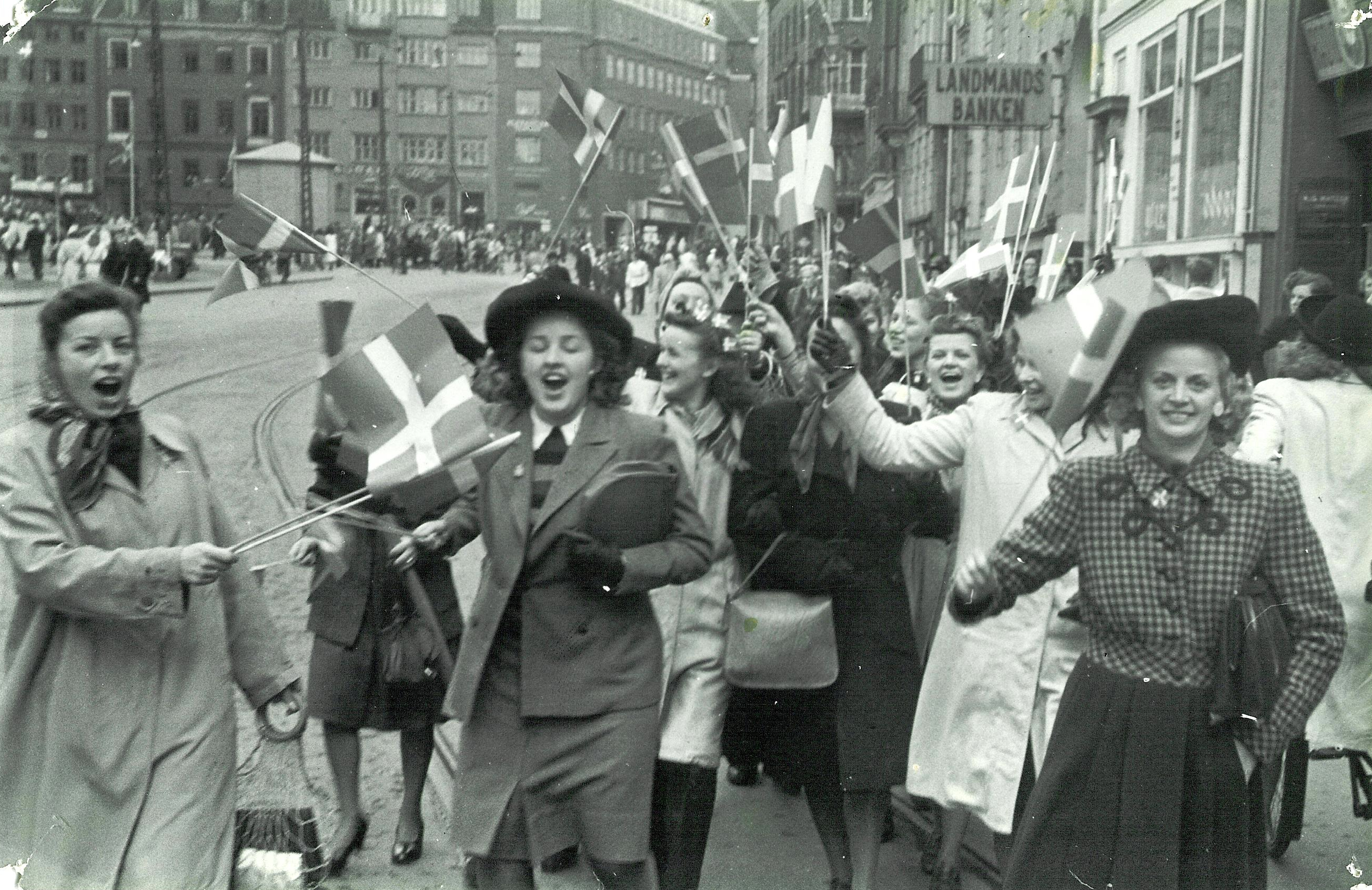
Festeggiamenti per la liberazione della Danimarca, 5 maggio 1945. La Germania si arrenderà due giorni dopo.

L'attacco, noto come "Operazione Cartagine", avvenne il 22 marzo 1945 nel corso di tre piccole ondate. Nella prima, tutti e sei gli aerei (che trasportavano una bomba ciascuno) colpirono il loro obiettivo, ma uno degli aerei si schiantò vicino alla scuola di Frederiksberg. A causa di questo incidente, quattro degli aerei nelle due ondate successive presumettero che la scuola fosse uno degli obiettivi e la bombardarono, provocando la morte di 123 civili (di cui 87 erano studenti). Come risultato del raid 18 dei 26 prigionieri politici reclusi nel quartier generale della Gestapo riuscirono a fuggire mentre gli archivi della polizia nazista furono completamente distrutti.
L'8 maggio 1945 Copenaghen fu ufficialmente liberata dalle truppe britanniche comandate dal feldmaresciallo Bernard Montgomery che supervisionò la resa di 30000 tedeschi che si trovavano intorno alla capitale.
La città, dopo la guerra, è cresciuta notevolmente: negli anni settanta, utilizzando il cosiddetto "piano delle cinque dita", sono state costruite delle linee ferroviarie per collegarla alle città circostanti.

#### Dopoguerra
Nel 1962 fu la prima città al mondo a vedere pedonalizzato il suo centro storico.

### XXI secolo
Dall'estate del 2001, Copenaghen e la città svedese di Malmö sono collegate da un ponte a pedaggio: il Ponte sull'Öresund, che permette ai passeggeri su strada o ferrovia di attraversare lo stretto. È stato inaugurato nel luglio 2000 dal re Carlo XVI Gustavo di Svezia e dalla regina Margherita II di Danimarca. Come risultato, Copenaghen è diventata il centro di una vasta area metropolitana che si estende su tutte e due le nazioni. La costruzione del ponte ha portato un grande numero di cambiamenti nel sistema del trasporto pubblico e un'estensiva ripianificazione dell'isola di Amager, a sud della città. Attualmente il ponte ha un traffico medio giornaliero di circa 19 000 veicoli.
Entro il 2025 sarà la prima capitale al mondo a emissioni zero.

## Monumenti e luoghi d'interesse

### Architettura

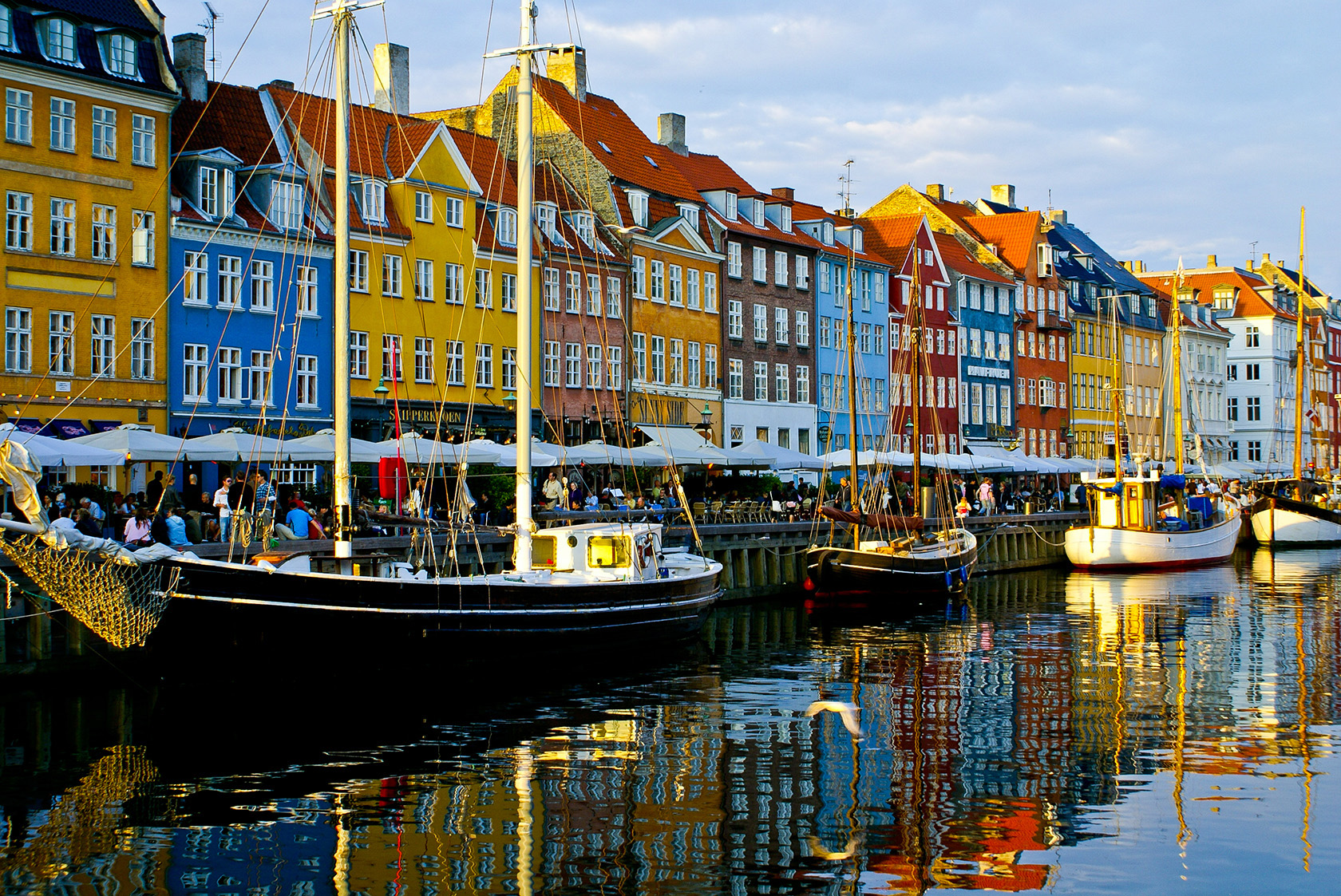
Nyhavn è un lungomare del XVII secolo fiancheggiato da case dai colori vivaci.

La parte più antica del centro di Copenaghen viene spesso chiamata Middelalderbyen ossia "la città medievale", tuttavia il quartiere più caratteristico della città è Frederiksstaden, sviluppatosi durante il regno di Federico V. Al centro di esso si trova il Palazzo di Amalienborg ed è dominato dalla cupola della Marmorkirken e da diversi eleganti palazzi rococò del XVIII secolo. Il centro della città comprende anche Slotsholmen, una piccola isola su cui sorge il palazzo di Christiansborg e Christianshavn con i suoi canali. Børsen e il Castello di Frederiksborg a Hillerød sono importanti esempi dello stile rinascimentale olandese a Copenaghen. Intorno al centro storico della città si estende una fascia di borghi residenziali (Vesterbro, Inner Nørrebro, Inner Østerbro) risalenti principalmente alla fine del XIX secolo. Furono realizzati fuori dai vecchi bastioni quando alla città fu finalmente permesso di espandersi oltre le sue fortificazioni.

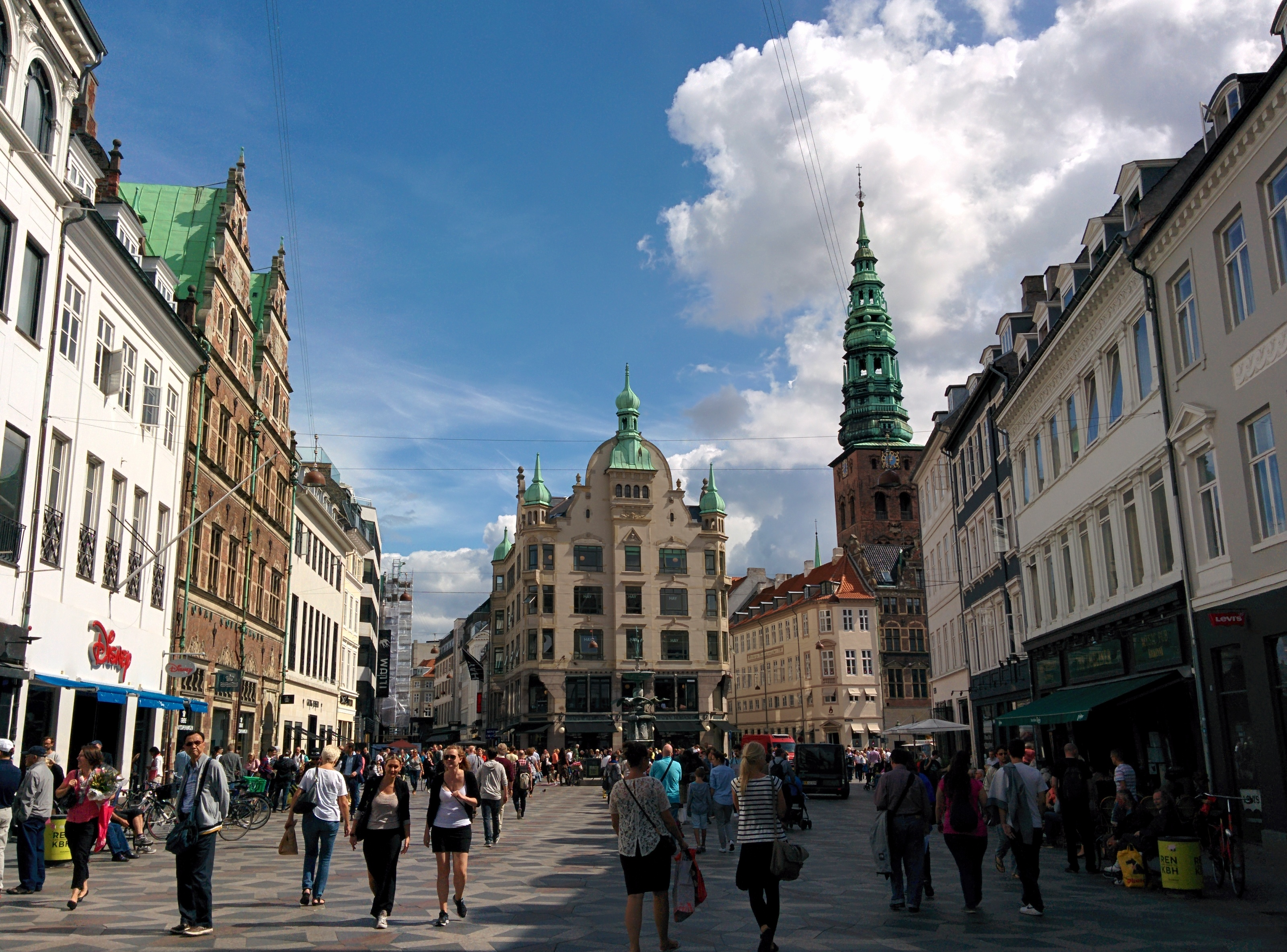
Amagertorv, la piazza centrale risalente al Medioevo.

A volte chiamata "la città delle guglie", Copenaghen è nota per la sua skyline orizzontale, interrotta solo dalle guglie e dalle torri delle sue chiese e dei suoi castelli. La più caratteristica di tutte è quella barocca della Chiesa del Nostro Redentore con la sua stretta scala a chiocciola esterna con cui i visitatori possono salire fino in cima. Altre guglie importanti sono quelle del palazzo di Christiansborg, del municipio e dell'ex chiesa di San Nicola che oggi ospita un'esposizione di arte moderna. Non così alte sono le guglie rinascimentali del castello di Rosenborg e la "guglia del drago" dell'ex borsa valori di Cristiano IV, così chiamato perché ricorda le code intrecciate di quattro draghi.

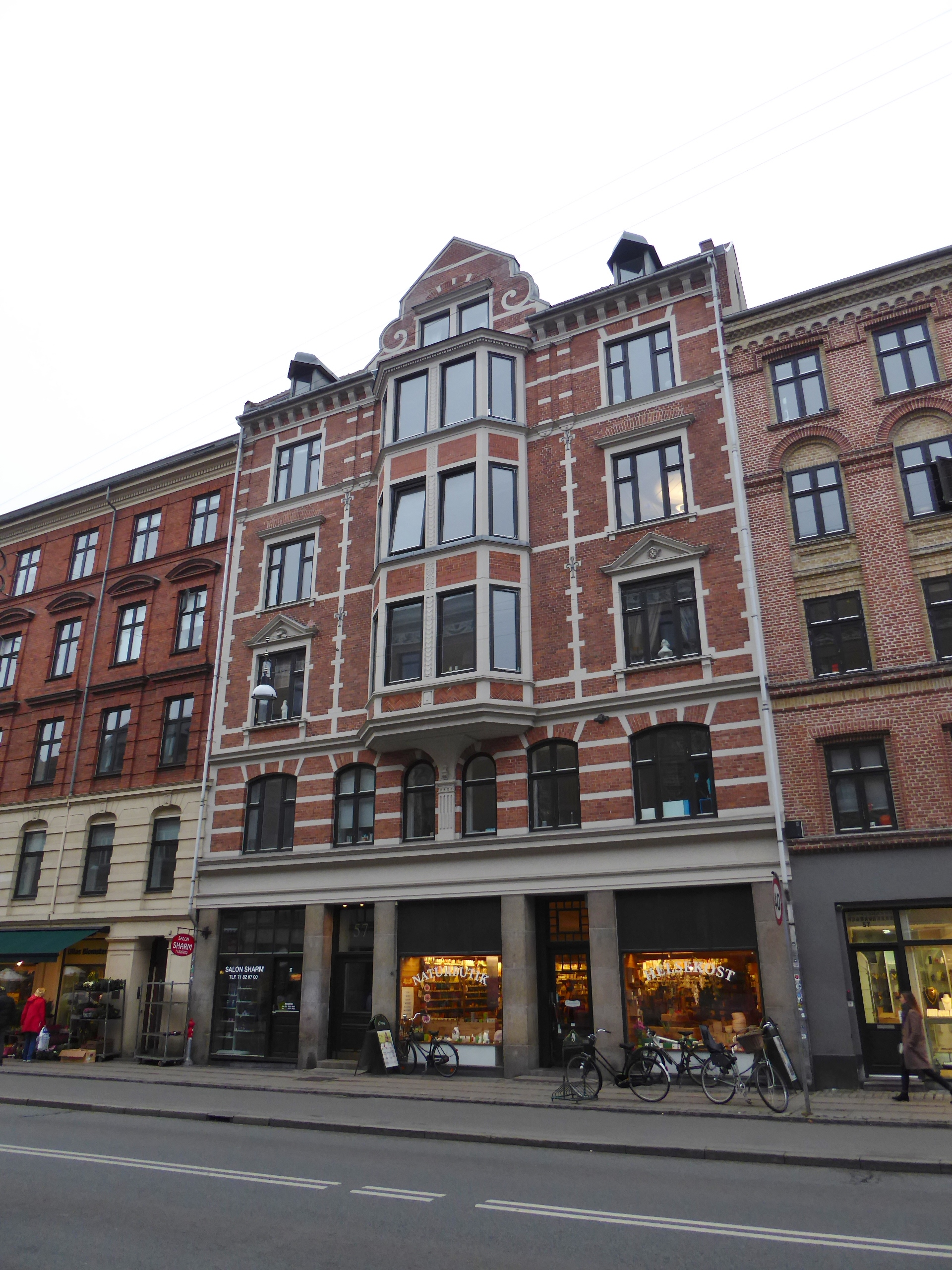
Tradizionale edificio di Copenaghen della fine del XIX secolo.

Copenaghen è riconosciuta a livello mondiale come uno dei migliori esempi di pratica urbanistica. Il suo fiorente centro urbano ad uso misto è definito da un'architettura contemporanea sorprendente, spazi pubblici coinvolgenti e una moltitudine di attività umane. Questi risultati progettuali sono stati deliberatamente raggiunti attraverso un'attenta riprogettazione effettuata a nella seconda metà del XX secolo.
Gli ultimi anni hanno visto un boom dell'architettura moderna sia per quanto riguarda i lavori degli architetti locali sia per quelli internazionali. Per alcune centinaia di anni, quasi nessun architetto straniero aveva lavorato a Copenaghen, ma dall'inizio del millennio la città e le sue immediate vicinanze sono sorte opere progettate dai migliori progettisti internazionali. Nel 2008, la rivista britannica di design Monocle ha nominato Copenaghen come la "migliore città del design".

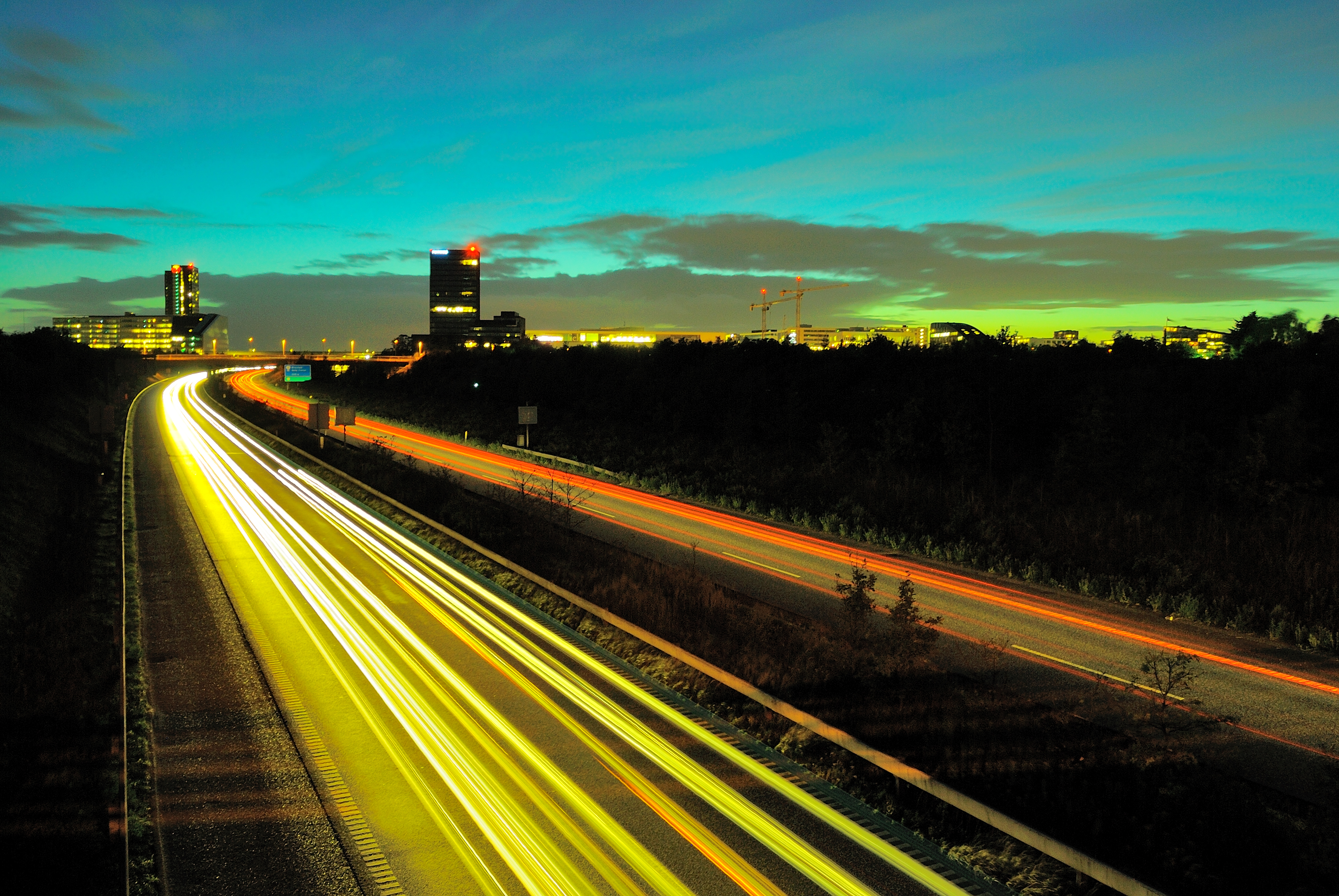
Vista del quartiere Ørestad situato appena fuori Copenaghen

Lo sviluppo urbano di Copenaghen nella prima metà del XX secolo è stato fortemente influenzato dall'industrializzazione. Dopo la seconda guerra mondiale, la municipalità di Copenaghen adottò il fordismo come strategia produttiva e riadattò il suo centro medievale per facilitare le infrastrutture automobilistiche private in risposta alle innovazioni nei trasporti, nei commerci e nelle comunicazioni. La pianificazione degli spazi della città in quel momento fu caratterizzata dalla separazione degli usi del suolo: un approccio che richiedeva ai residenti di utilizzare l'automobile per accedere a strutture di usi diversi.
La crescita dello sviluppo urbano e dell'architettura moderna ha apportato alcuni cambiamenti all'aspetto della città. A seguito di una decisione politica si è stabilito di mantenere il centro storico libero da grattacieli, ma diverse aree vedranno o hanno già visto un massiccio sviluppo urbano. Al 2020, Ørestad è il quartiere maggiormente protagonista degli sviluppi più recenti. Situato vicino all'aeroporto di Copenaghen, attualmente vanta uno dei più grandi centri commerciali della Scandinavia e una varietà di uffici e edifici residenziali; ospita inoltre l'Università di informatica e una scuola superiore.

### Aree naturali
Copenaghen e la regione circostante hanno 3 spiagge con un totale di circa 8 km di spiagge sabbiose che distano 30 minuti di bicicletta dal centro della città. La principale di queste è Amager Strand, aperta nel 2005: situata a 5 km dal centro di Copenaghen, ha un totale di 4,6 km di spiaggia; si tratta di una lunga isola artificiale lunga 2 km, che dà origine a una laguna di circa 400 m di larghezza.

## Società

### Evoluzione demografica

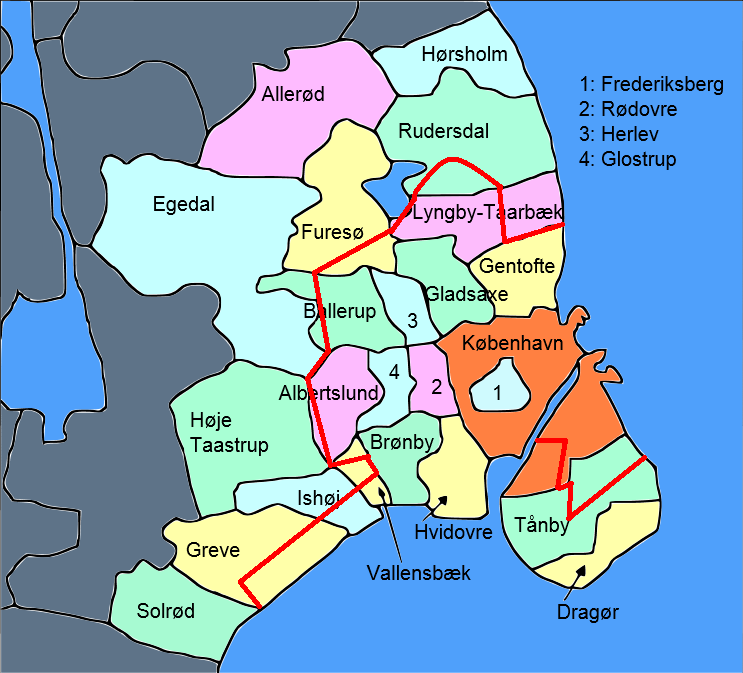
Copenaghen urbana all'interno della linea rossa.

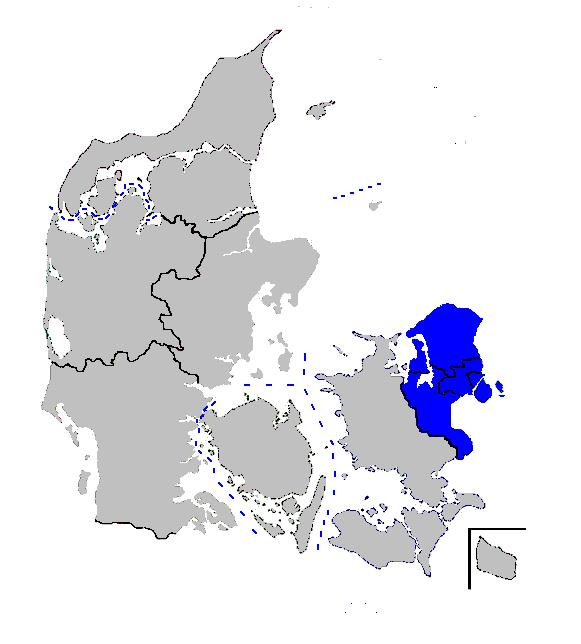
Copenaghen metropolitana conta 34 comuni.

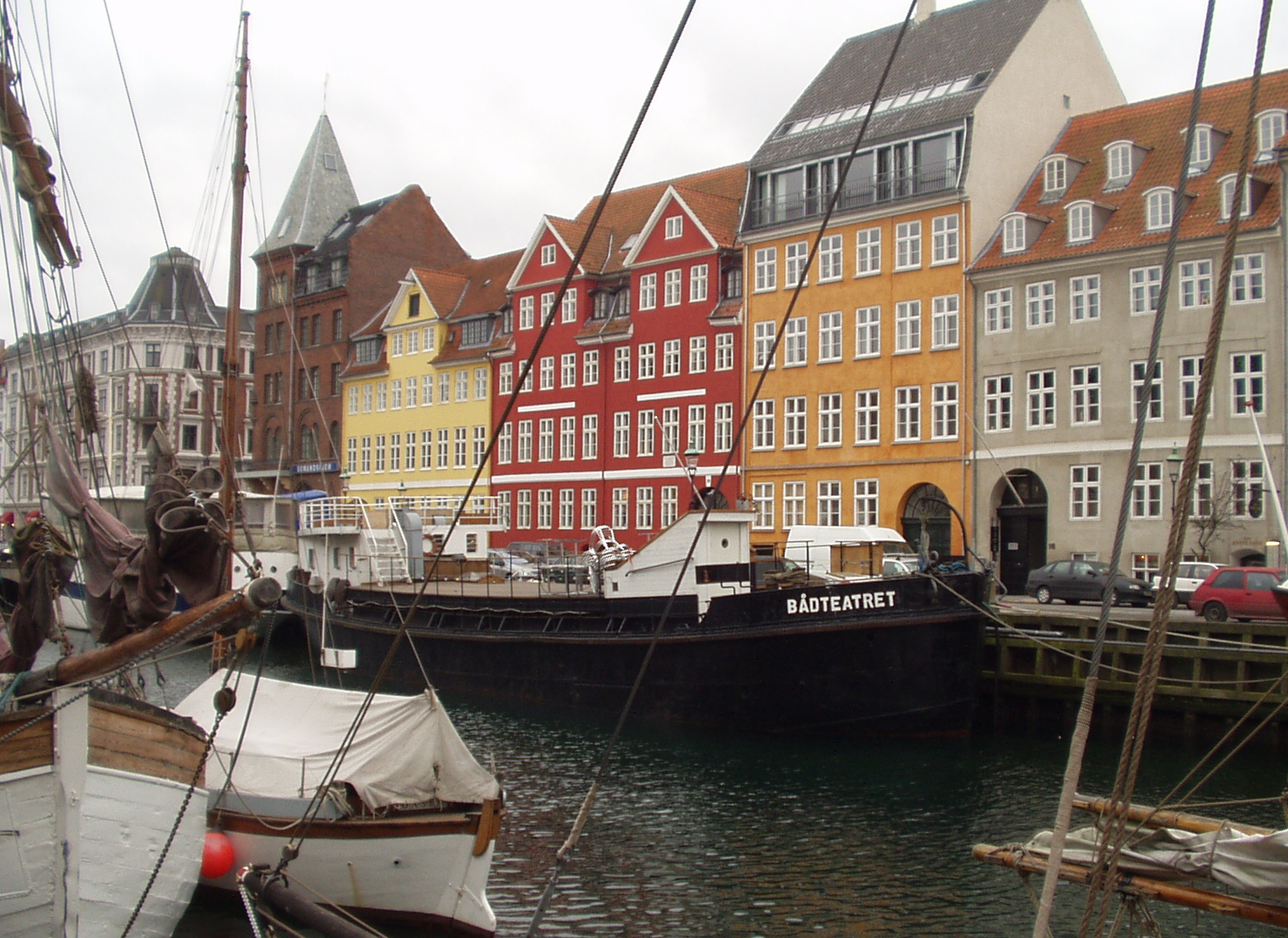
Il teatro su una barca

Poiché l'esatto perimetro di Copenaghen è mal definito, il numero di abitanti di Copenaghen è approssimato. Le statistiche danesi utilizzano una misura approssimativa dell'area urbana della città. Questo significa che il numero delle comunità incluse in questa statistica astratta è cambiato più volte e, nell'ultimo censimento, è arrivato a poco più di 1,1 milioni di abitanti (1 167 569 nel 2009). Le statistiche della Danimarca non hanno mai dichiarato l'area geografica della città di Copenaghen. Tuttavia sappiamo che comprende il comune di Copenaghen, Frederiksberg e 16 dei 20 comuni della vecchia contea di Copenaghen e Roskilde, anche se 5 di essi solo parzialmente.
La statistica danese ha elaborato delle definizioni delle cosiddette terre (landsdele), una definizione utilizzata per soddisfare le esigenze statistiche su un livello inferiore a quello delle regioni. Da questo, la terra della città di Copenaghen è definita dai comuni di Copenaghen, Dragør, Frederiksberg e Tårnby, con una popolazione totale di 656 582 all'inizio del 2008. La periferia di Copenaghen comprende i comuni di Albertslund, Ballerup, Brøndby, Gentofte, Gladsaxe, Glostrup, Herlev, Hvidovre, Høje-Taastrup, Ishøj, Lyngby-Taarbæk, Rødovre e Vallensbæk con una popolazione totale di 504 481 (1º gennaio 2008). Questo dà una popolazione totale di 1 161 063 abitanti.
Dal 1º gennaio 2008 la popolazione dei 34 comuni è di 1835371 abitanti. Così la regione comprende il 6,3% del territorio e il 33,5% della popolazione della Danimarca. Questo dà un totale di 686 abitanti/km² per la regione.

### Etnie e minoranze straniere
Le statistiche del terzo trimestre 2015 mostrano che 446 872 (76,6%) abitanti della municipalità di Copenaghen erano di origine danese, 103 443 immigrati e altri 33 210 discendenti di immigrati. Dal 2009 al 2015 il numero di immigrati è cresciuto di oltre ventimila unità.
Al terzo trimestre 2015, le comunità più numerose sono quelle provenienti da:
1. Pakistan 5 456
2. Polonia 4 629
3. Germania 4 188
4. Turchia 4 177
5. Svezia 3 931
6. Norvegia 3 652
7. Stati Uniti 3 173
8. Regno Unito 3 117
9. Somalia 2 876
10. Cina 2 829
11. Italia 2 825
12. India 2 498

### Religione
La maggioranza degli abitanti di Copenaghen fa parte della Chiesa di Danimarca (cristiana luterana). Al 2015, il 60,2% degli abitanti risultava ufficialmente iscritto, contro il 77,8% di media nazionale. Questa percentuale è in costante diminuzione da almeno due decenni. La seconda religione più praticata in città (e in tutta la nazione) è l'Islam.

## Cultura

### Istruzione

#### Biblioteche e archivi

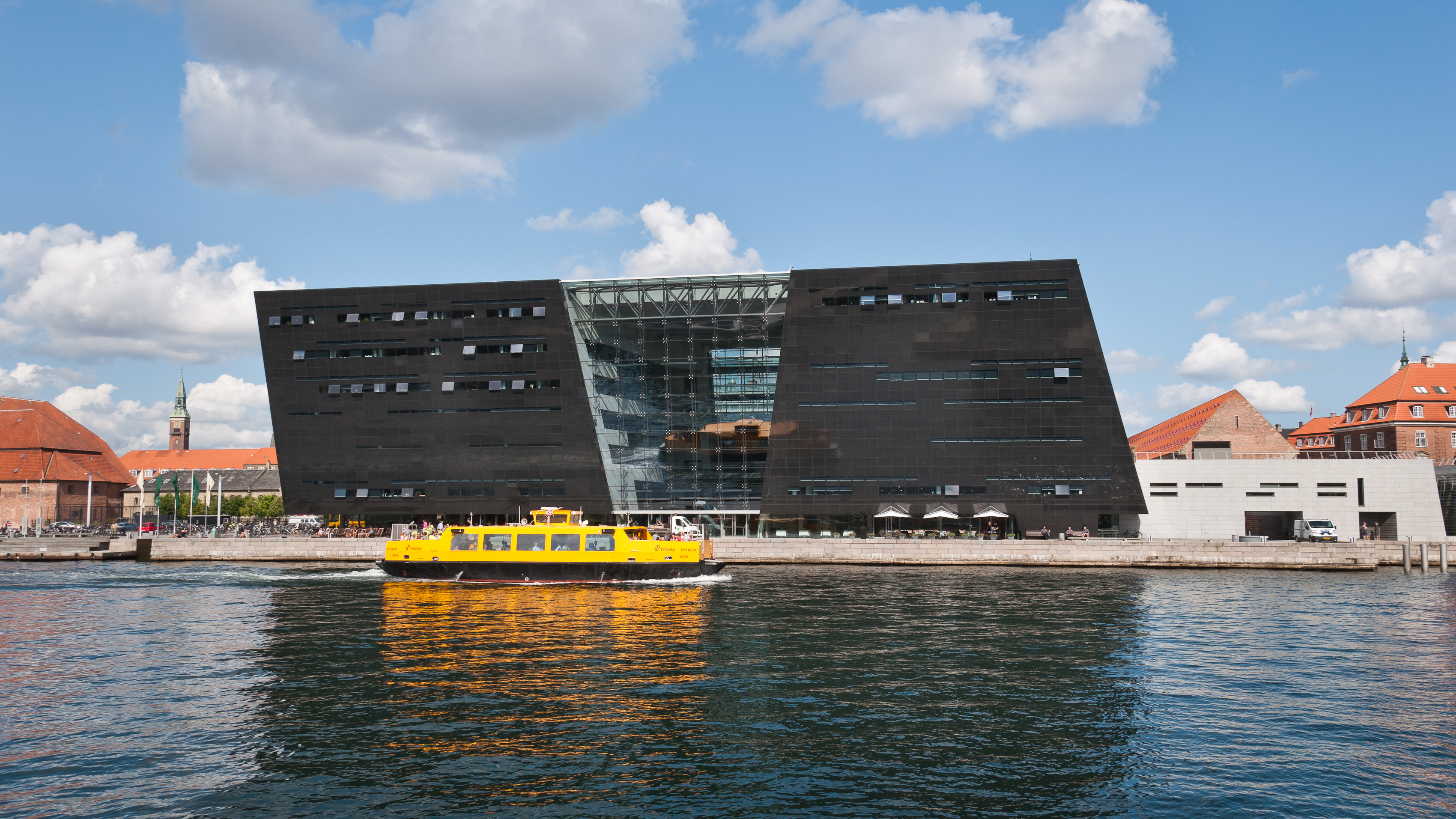
Il «diamante nero», una delle sedi della Biblioteca reale

La Biblioteca reale è la biblioteca nazionale danese, utilizzata anche come biblioteca dell'Università di Copenaghen. È la più grande biblioteca delle nazioni scandinave e possiede una collezione quasi completa di tutti i libri danesi stampati dal 1482. La biblioteca è stata fondata nel 1650 dal re Federico III; attualmente è dislocata in quattro siti, il principale dei quali si trova a Slotsholmen. Nel 1996 la biblioteca ospitava oltre 4.6 milioni di libri su circa 140 km lineari di scaffali. Nel 1999 il sito principale è stato notevolmente ampliato con l'aggiunta di un nuovo edificio, chiamato Diamante Nero per le lastre di marmo nero che ne formano la copertura esterna, contiguo a quello preesistente.
L'Archivio nazionale è l'archivio di stato danese. Due gruppi di documenti conservati nell'Archivio sono stati inseriti nella Memoria del mondo dell'UNESCO. Innanzitutto gli archivi delle compagnie commerciali danesi: la Compagnia danese delle Indie Orientali e la sua continuazione, la "Compagnia Asiatica", la Compagnia danese delle Indie occidentali.
Inoltre l'Archivio conserva i registri del pedaggio per il transito nel Sund, che fornisce informazioni dettagliate su tutte le navi che sono passate dal Mar Baltico al Mare del Nord e viceversa a partire dal XV secolo.

#### Cinema
È rappresentata nel film del 2022 Un'ombra negli occhi di Ole Bornedal, che tratta del bombardamento della scuola francese da parte della RAF nel corso della seconda guerra mondiale.

#### Università e ricerca

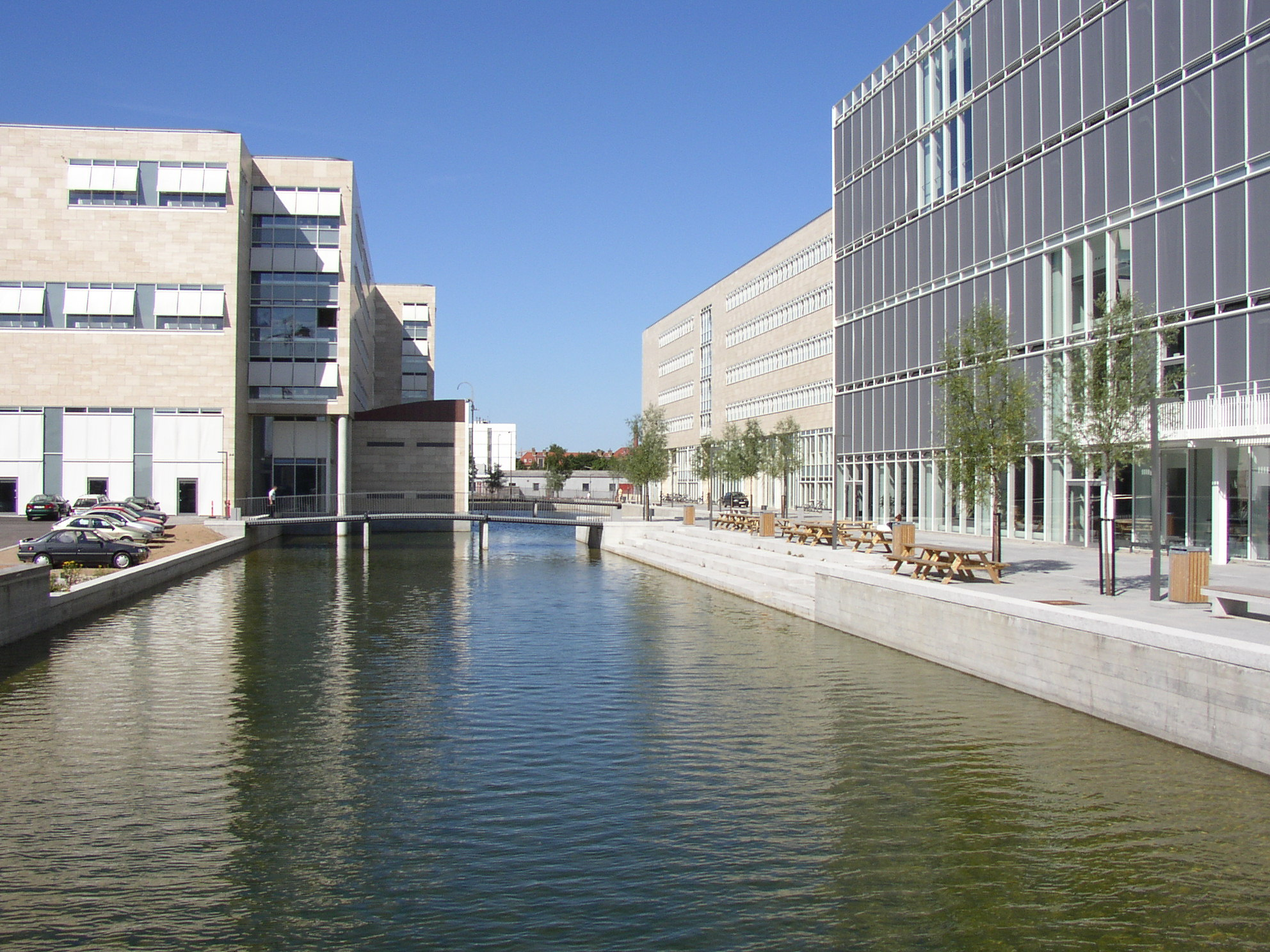
La facoltà di lettere e filosofia dell'Università di Copenaghen

Copenaghen è sede dell'Università più antica e più grande di Danimarca, l'Università di Copenaghen, fondata nel 1479. L'Università comprende la facoltà scienza, di salute, diritto, scienze sociali, di teologia e di scienze umane e fa parte della International Alliance of Research Universities (IARU), che è una collaborazione tra le università più research-intensive del mondo tra cui Oxford, Cambridge, Yale e l'Università di California a Berkeley. Al 2014 conta 40.882 studenti iscritti. Dall'Università dipende l'Osservatorio di Copenaghen.

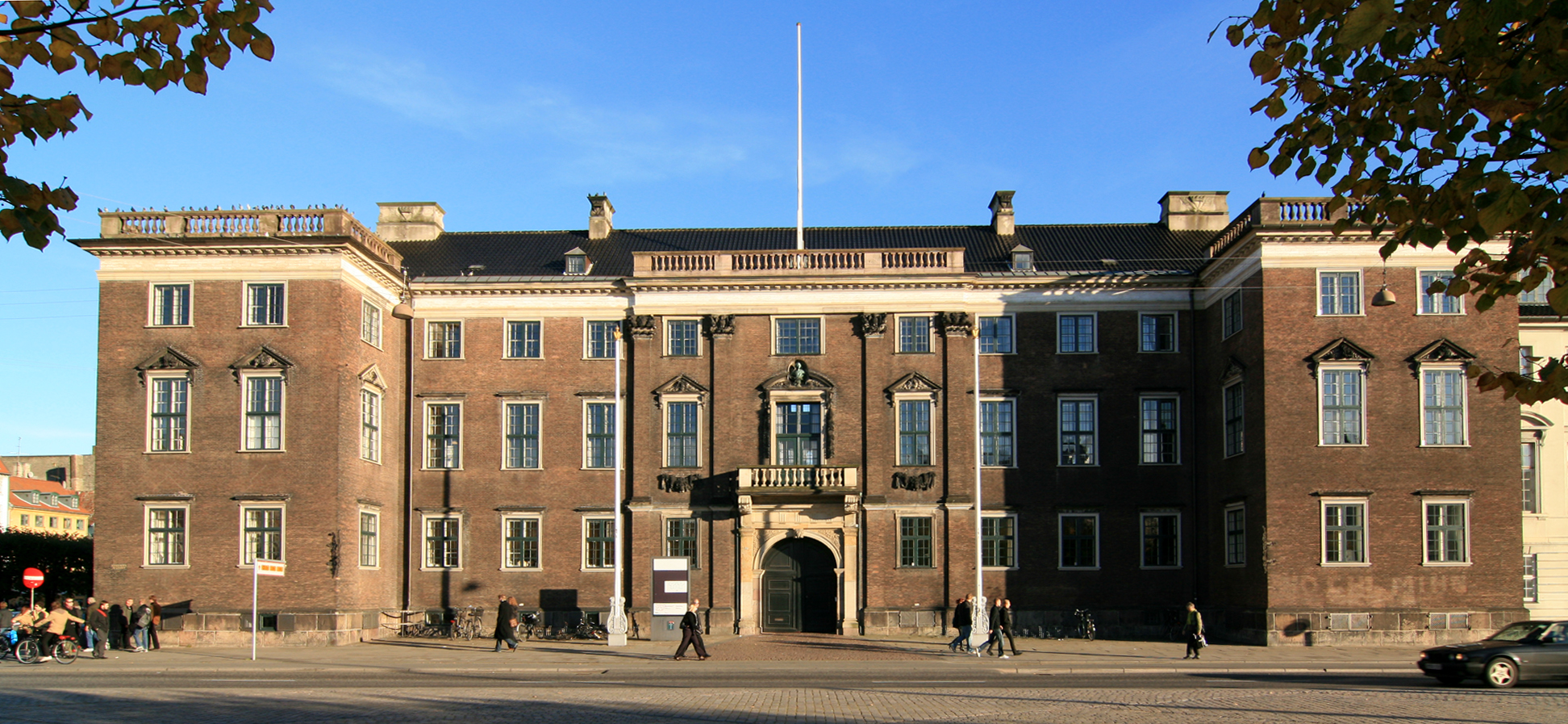
Sede della Accademia delle belle arti di Copenaghen

Altri importanti poli universitari nella capitale danese sono la Copenhagen Business School, con 20 819 studenti, University College Capital, che conta più di 10 000 studenti, e l'Università Tecnica della Danimarca. Quest'ultima è situata a Lyngby, alla periferia nord di Copenaghen, ed è classificata tra le dieci migliori università tecniche in Europa.
Presso il palazzo di Charlottenborg è inoltre presente la storica Accademia delle belle arti di Copenaghen, fondata nel 1754, che offre insegnamenti di architettura, design e conservazione dei beni culturali.
Una sede moderna ha invece la Accademia Reale Danese di Musica.
Nei pressi di Copenaghen è situato il Centro Nazionale Spaziale della Danimarca che si occupa di ricerca in astrofisica, fisica del sole, geologia e tecnologia spaziale.
A Copenaghen ha sede anche la Regia accademia danese di scienze e lettere.

#### Musei

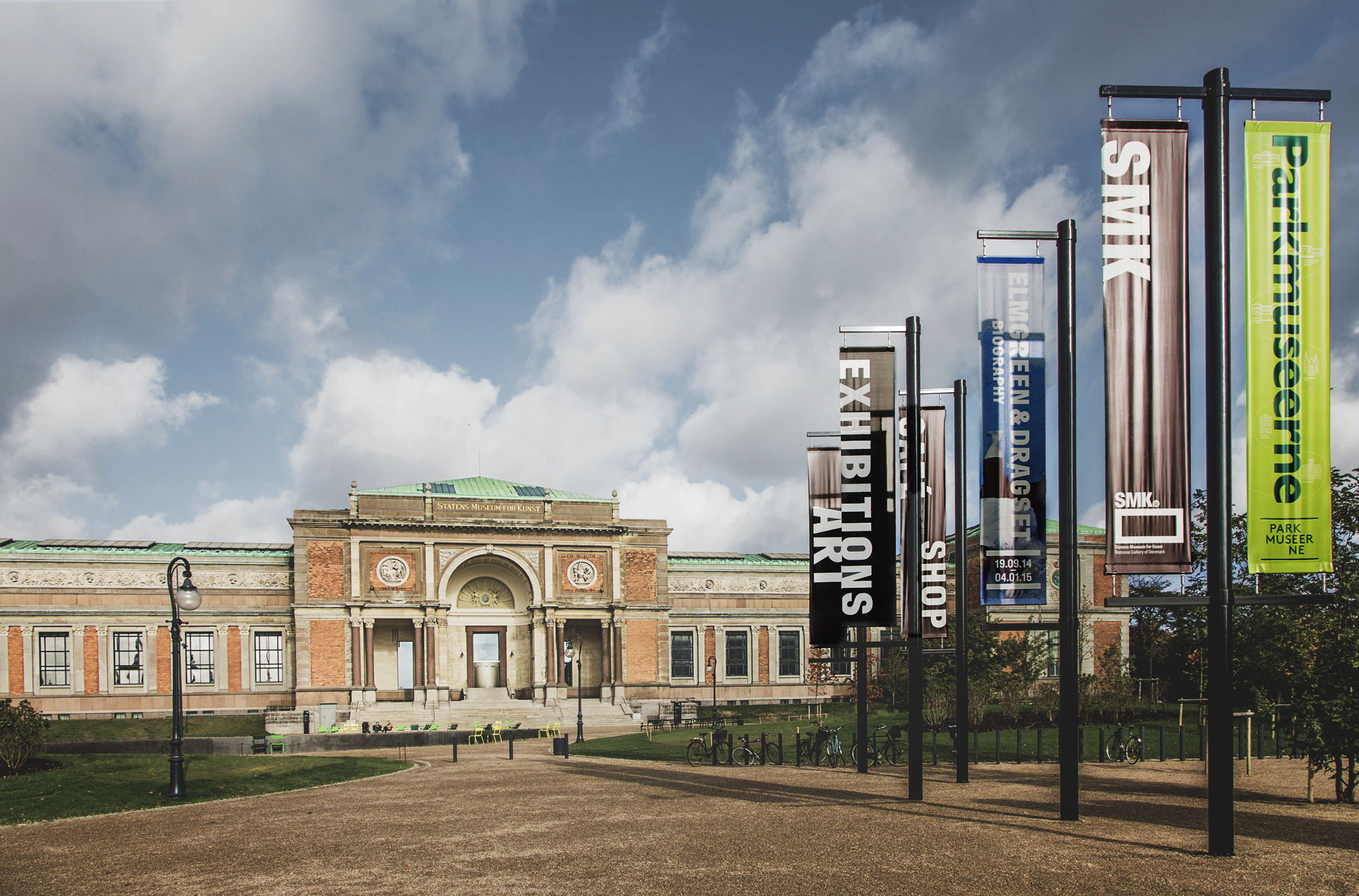
Ingresso della Galleria Nazionale Danese

Copenaghen vanta una serie di musei di livello internazionale. Il museo nazionale danese possiede la più grande collezione di archeologia e storia della Danimarca comprendendo anche reperti stranieri. La Galleria Nazionale Danese è il museo d'arte nazionale con collezioni che vanno dal XII secolo ad oggi; oltre ai pittori danesi, sono esposte opere di Rubens, Rembrandt, Picasso, Braque, Léger, Matisse, Emil Nolde, Olafur Eliasson, Elmgreen e Dragset, Superflex e Jens Haaning.
Un altro importante museo d'arte di Copenaghen è la Ny Carlsberg Glyptotek fondata dal filantropo Carl Jacobsen e costruita attorno alle sue collezioni personali. Le sue opere principali sono le sculture e le antichità classiche egiziane, civiltà romana e greche; vi è esposta una collezione di sculture di Rodin, la più grande al di fuori della Francia. Oltre a ciò il museo conserva anche una collezione di dipinti di pittori impressionisti e post-impressionisti come Monet, Renoir, Cézanne, van Gogh, Toulouse-Lautrec, nonché opere dei pittori danesi dell'età dell'oro.
Il Museo d'arte contemporanea Louisiana è situato sulla costa, appena a nord di Copenaghen. Si trova nel mezzo di un giardino ove si trovano esposte sculture su una scogliera che domina Øresund. La sua collezione di oltre 3000 opere d'arte comprende lavori di Picasso, Giacometti e Dubuffet. Il Museo del design danese si trova nell'edificio dell'ex ospedale Frederiks del XVIII secolo e espone oggetti di design danese e internazionale.
Altri musei includono: il Museo Thorvaldsen, dedicato ai lavori dello scultore romantico danese Bertel Thorvaldsen; il museo Cisternerne spazio espositivo per l'arte contemporanea, situato in ex cisterne che si completano con le stalattiti formate dal variare del livello dell'acqua; la galleria d'arte Nikolaj Kunsthal che contiene serie di mostre di fotografia incentrate prevalentemente su temi culturali, politici e sociali; e il Museo Ordrupgaard, situato a nord di Copenaghen, che espone arte francese e danese del XIX secolo ed è noto per le opere di Paul Gauguin.

### Musica e Intrattenimento

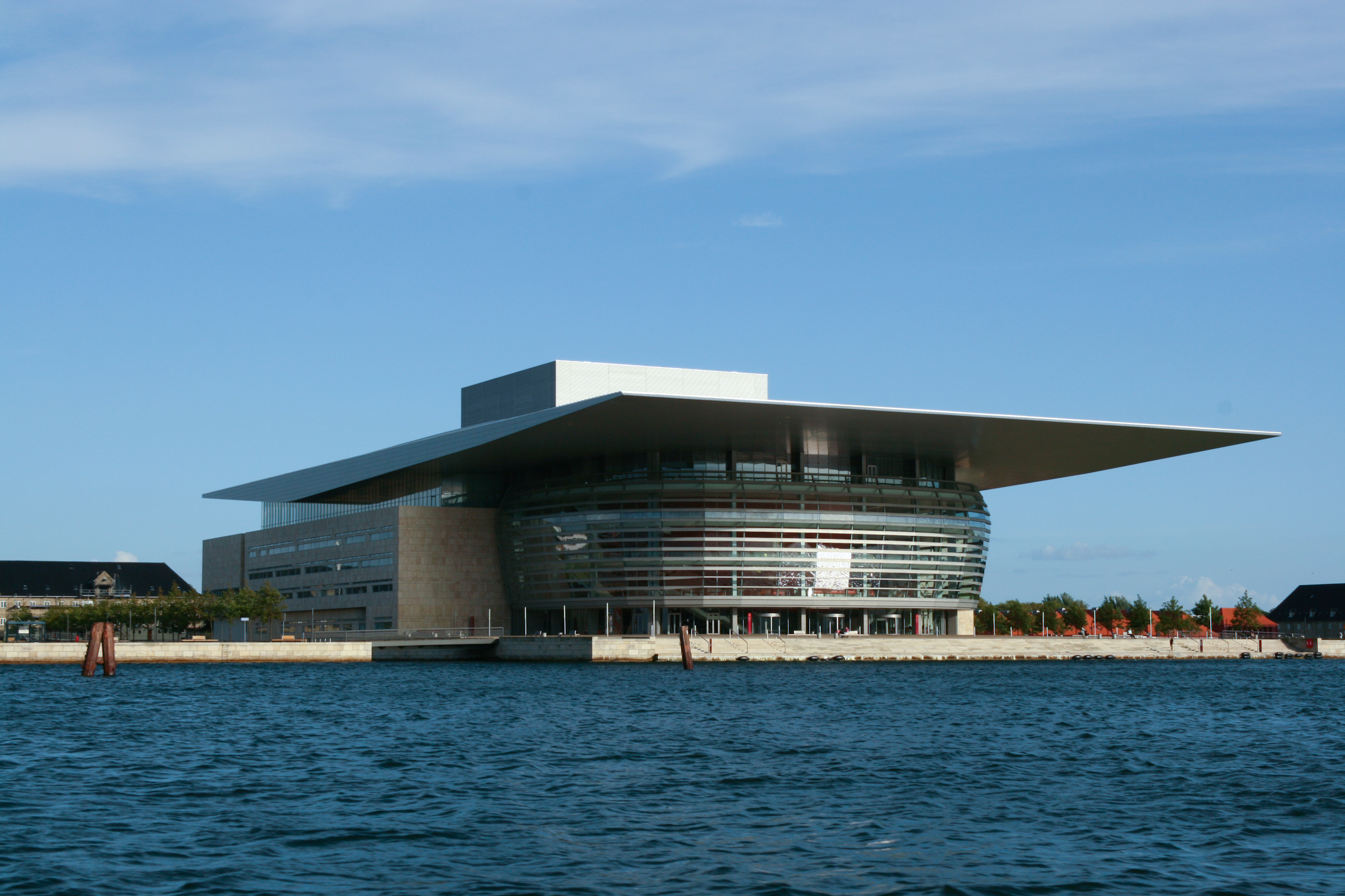
Teatro dell'Opera di Copenaghen

Fra le principali orchestre sinfoniche della città bisogna ricordare l'Orchestra Reale Danese, risalente al 1448, l'Orchestra Filarmonica di Copenaghen e l'Orchestra Sinfonica Nazionale Danese.
Il Copenhagen Jazz Festival, che si svolge in estate, è un evento annuale che è il risultato di una significativa scena jazz che è esistita per molti anni. Si sviluppò notevolmente quando un certo numero di musicisti jazz americani come Ben Webster, Thad Jones, Richard Boone, Ernie Wilkins, Kenny Drew, Ed Thigpen, Bob Rockwell, Link Wray andarono a vivere a Copenaghen nel 1960.
Per il tempo libero si può passeggiare per Strøget, via pedonale nel centro di Copenaghen, è la più lunga del suo tipo in tutto il mondo, in particolare tra Nytorv e Højbro Plads la sera è possibile assistere alle performance di musicisti, maghi, giocolieri e altri artisti di strada.
La città ha ospitato nel 1964, nel 2001 e nel 2014 la più grande manifestazione musicale europea, l'Eurovision Song Contest.

### Cucina

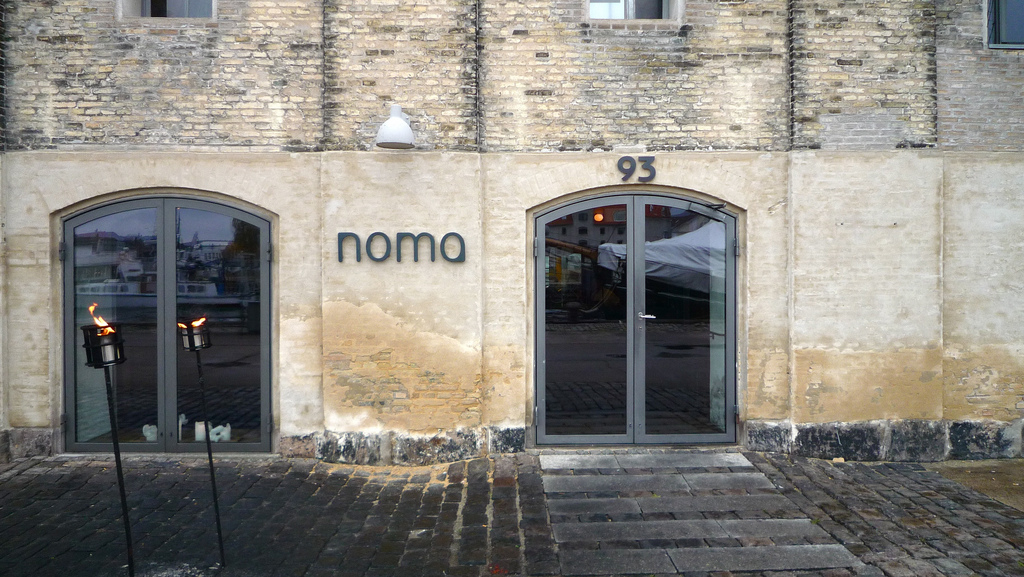
Il ristorante Noma premiato con tre stelle Michelin.

Copenaghen offre una grande varietà di ristoranti sia tradizionali che innovativi ed è considerata una delle capitali del fine dining mondiale. Tra le specialità danesi, si segnala lo smørrebrød.
La città vanta un totale di 18 stelle Michelin assegnate a 15 ristoranti nel 2015. Il ristorante Noma è stato votato il miglior ristorante del mondo secondo il periodico Restaurant nel 2010, 2011, 2012 e 2014.
Copenaghen è da sempre stata associata alla birra anche per la presenza sul territorio cittadino di due tra i più conosciuti birrifici del mondo: Tuborg e Carlsberg (anno di fondazione 1847). Negli ultimi anni il numero di piccoli birrifici è cresciuto enormemente, fino a raggiungere il centinaio in tutta la Danimarca. Uno di questi, il birrificio Amager Bryghus, situato a Kastrup, è stato insignito del premio per la produzione della miglior birra danese e una delle migliori birre al mondo.

## Geografia antropica
La città di Copenaghen, per ragioni storiche, è divisa in diversi Comuni. La parte più grande e centrale è il Comune di Copenaghen, la seconda è il Comune di Frederiksberg. Entrambe sono comprese nella regione di Hovedstaden, che contiene la maggior parte dell'area metropolitana della città.

### Suddivisione amministrativa
La suddivisione dei quartieri, a partire dal centro, comprende:
- il quartiere centro Indre By (K), dove si trovano le altre cose il parlamento danese, il palazzo di Amalienborg, residenza reale, la sede centrale dell'Università, il municipio Rådhuset (lett. casa del consiglio), il pittoresco quartiere di Nyhavn.
- Vesterbro (V), letteralmente il quartiere Ovest, in realtà in direzione sud-ovest rispetto al centro. Questo è un quartiere che ha subìto profondo rinnovamento edilizio e sociale negli ultimi vent'anni, diventando il quartiere di elezione degli studenti universitari, che hanno via via sostituito le famiglie di operai. La via più famosa del quartiere è Istegade, ultima reminiscenza di Vesterbro prima del rinnovamento. Kødbyen, noto anche Meat Pack district (l'ex mattatoio) o il distretto della carne, aperto il 28 novembre 1879, pianificato e progettato dall'architetto Hans Jørgen Holm. Dalla fine del XX secolo, il distretto si è lentamente trasformato, ospitando gallerie d'arte, caffè, locali notturni e piccole imprese creative come studi di architettura e di design. Oggi è un polo di ristoranti e negozi alimentari.
- Nørrebro (N), ovvero il quartiere Nord, in realtà orientato a nord-ovest. Questo è il quartiere più multietnico di Copenaghen, tanto che la sua via principale (Nørrebrogade, che a partire dal centro taglia in due il quartiere) è nota anche come Shawarma belt, ovvero Cintura della Shawerma.
- Østerbro (Ø), letteralmente il quartiere Est, che a dispetto del nome è in realtà fondamentalmente al nord del centro, è il quartiere più tranquillo e borghese.
- Christianshavn chiude la cintura intorno al centro e sta a sud. Il quartiere ospita tra l'altro il villaggio di Christiania, un'ex area militare occupata all'inizio degli anni settanta divenuta area di elezione del movimento hippy che vi fondò una comune tutto'ora esistente. L'area è stata, nel corso dei decenni, oggetto di diverse controversie.

La municipalità indipendente di Frederiksberg è una enclave, incastonata tra i quartieri Vesterbro, Nørrebro e la città di Valby e ha anch'essa connotazione borghese.

## Economia

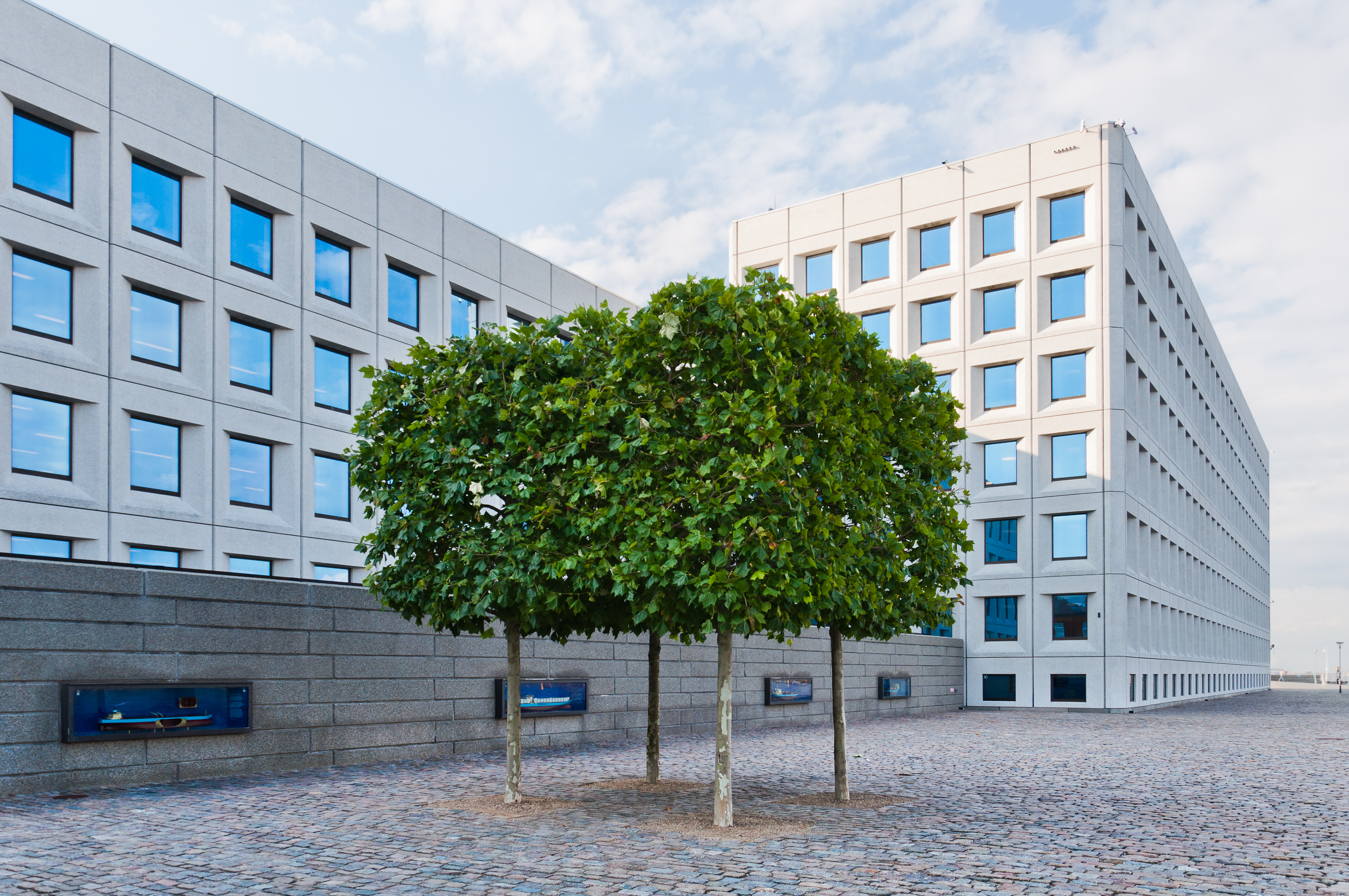
Sede centrale della Maersk a Copenaghen

Copenaghen è il principale centro economico e finanziario della Danimarca. L'economia della città si basa in gran parte sui servizi e sul commercio. Le statistiche per il 2010 mostrano che la stragrande maggioranza dei 350000 lavoratori residenti in città era impiegata nel settore terziario, in particolare nei trasporti, nelle comunicazioni, nel commercio e nella finanza; mentre ò'industria manifatturiera conta meno di 10000 addetti. La forza lavoro del settore pubblico è di circa 110000 unità, compresi coloro che sono impiegati nell'istruzione e nell'assistenza sanitaria. Dal 2006 al 2011, l'economia è cresciuta del 2,5% in città a differenza di una diminuzione di circa il 4% registrato nel resto del paese. Nel 2017, la più ampia regione di cui fa parte Copenaghen vantava un prodotto interno lordo (PIL) di 120 miliardi di euro e il 15° più grande PIL pro capite delle regioni dell'Unione europea.

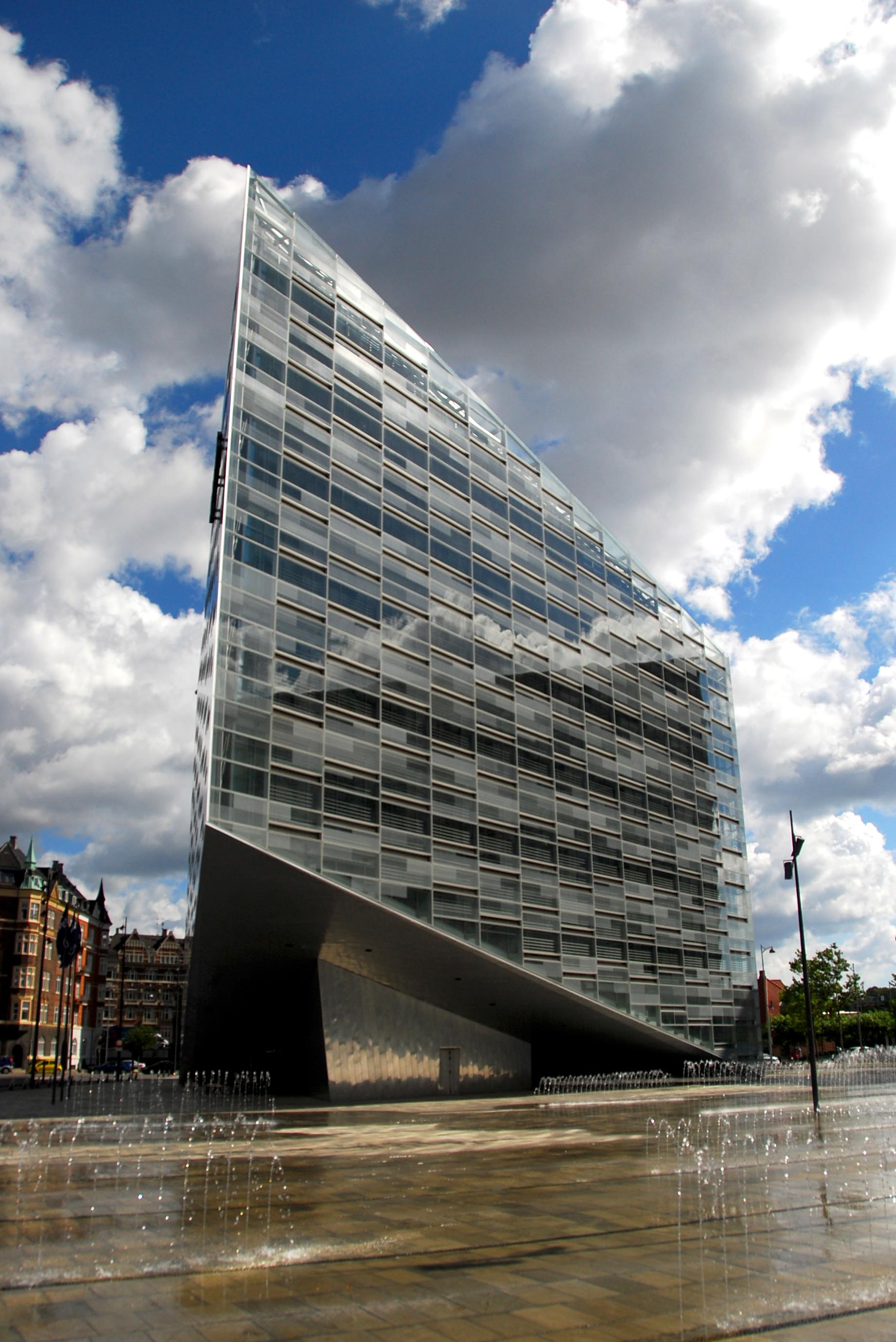
The Crystal, sede della banca Nykredit

Diverse istituzioni finanziarie e bancarie hanno sede a Copenaghen, incluse Alm. Brand, Danske Bank, Nykredit e Nordea Bank Danmark. La Borsa di Copenaghen (CSE) è stata fondata nel 1620 ed è ora di proprietà della Nasdaq. Copenaghen è anche sede di numerose società internazionali tra cui AP Møller-Mærsk, Novo Nordisk, Carlsberg e Novozymes. Le autorità cittadine hanno incoraggiato lo sviluppo di gruppi di imprese in diversi settori innovativi, tra cui la tecnologia dell'informazione e la biotecnologia, la farmaceutica, l'economia verde e soluzioni per le città intelligenti.
Le scienze della vita sono un settore chiave per l'economia cittadina grazie alle sue ampie attività di ricerca e sviluppo. Medicon Valley è un importante gruppo binazionale di scienze della vita in Europa con sede nella regione dell'Øresund. Copenaghen è ricca di aziende e istituzioni con un focus particolare sulla ricerca e sviluppo nel campo della biotecnologia, e l'idea della Medicon Valley mira proprio a rafforzare questa posizione promuovendo la cooperazione tra aziende e mondo accademico. Molte delle principali aziende danesi come Novo Nordisk e Lundbeck, entrambe tra le 50 più grandi aziende farmaceutiche e biotecnologiche del mondo, fanno parte di questo gruppo aziendale.

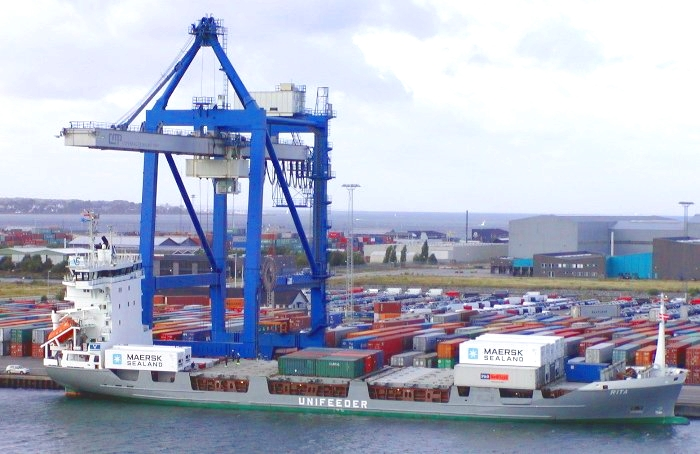
Nave portacontainer nel Porto di Copenaghen

Il trasporto di merci è un altro settore importante e Maersk, la più grande compagnia di navigazione del mondo, ha sede in città. Copenaghen possiede un porto industriale che dopo decenni di stagnazione, a partire dal 1990 ha conosciuto una rinascita grazie alla fusione con il porto di Malmö. Entrambe le strutture sono gestite dalla Copenhagen Malmö Port (CMP). La posizione centrale nella regione dell'Øresund consente ai porti di fungere da centro di smistamento per le merci in direzione dei paesi baltici. I porti ricevono annualmente circa 8000 navi e nel 2012 hanno movimentato circa 148000 TEU.
In un sondaggio del 2006 Copenaghen si è classificata 9ª tra le città più ricche del mondo e con la capitale norvegese Oslo ha il primato degli stipendi lordi più alti, ma le alte tasse li hanno ridotti di molto. Inoltre, Copenaghen è stata classificata come una delle città più costose a livello globale.

### Turismo
Il settore del turismo fornisce un importante contributo all'economia di Copenaghen; la città, infatti, attira diversi visitatori grazie al porto, alle attrazioni culturali e ai celebri ristoranti. Dal 2009 Copenaghen, è una delle destinazioni cittadine in più rapida crescita in popolarità in Europa. La capacità alberghiera in città sta crescendo in modo significativo. Dal 2009 al 2013, Copenaghen ha registrato una crescita del 42% dei pernottamenti internazionali (numero totale di notti trascorse dai turisti), registrando un aumento di quasi il 70% per quanto riguarda i visitatori cinesi. Il numero totale di pernottamenti nella regione della capitale ha superato i 9 milioni nel 2013, mentre i pernottamenti internazionali hanno raggiunto i 5 milioni.
Nel 2010, si stima che il turismo in città abbia contribuito al fatturato di 2 miliardi di corone danesi. Tuttavia, il 2010 è stato un anno eccezionale per il turismo in città in cui il fatturato è aumentato del 29%. 680000 croceristi hanno usufruito del porto nel 2015. Nel 2019 Copenaghen è stata classificata al primo posto tra le prime dieci città da visitare da Lonely Planet. Nell'ottobre 2021, Copenaghen è stata selezionata per il premio "Capitale europea del turismo intelligente" 2022 della Commissione europea insieme a Bordeaux, Dublino, Firenze, Lubiana, Palma di Maiorca e Valencia.

## Infrastrutture e trasporti
Copenaghen ha una ben stabilita rete di infrastrutture che la rendono una hub nel Nord Europa. Ha un servizio di qualità di strade, ferrovie, aeroporti e porti.

### Aeroporti

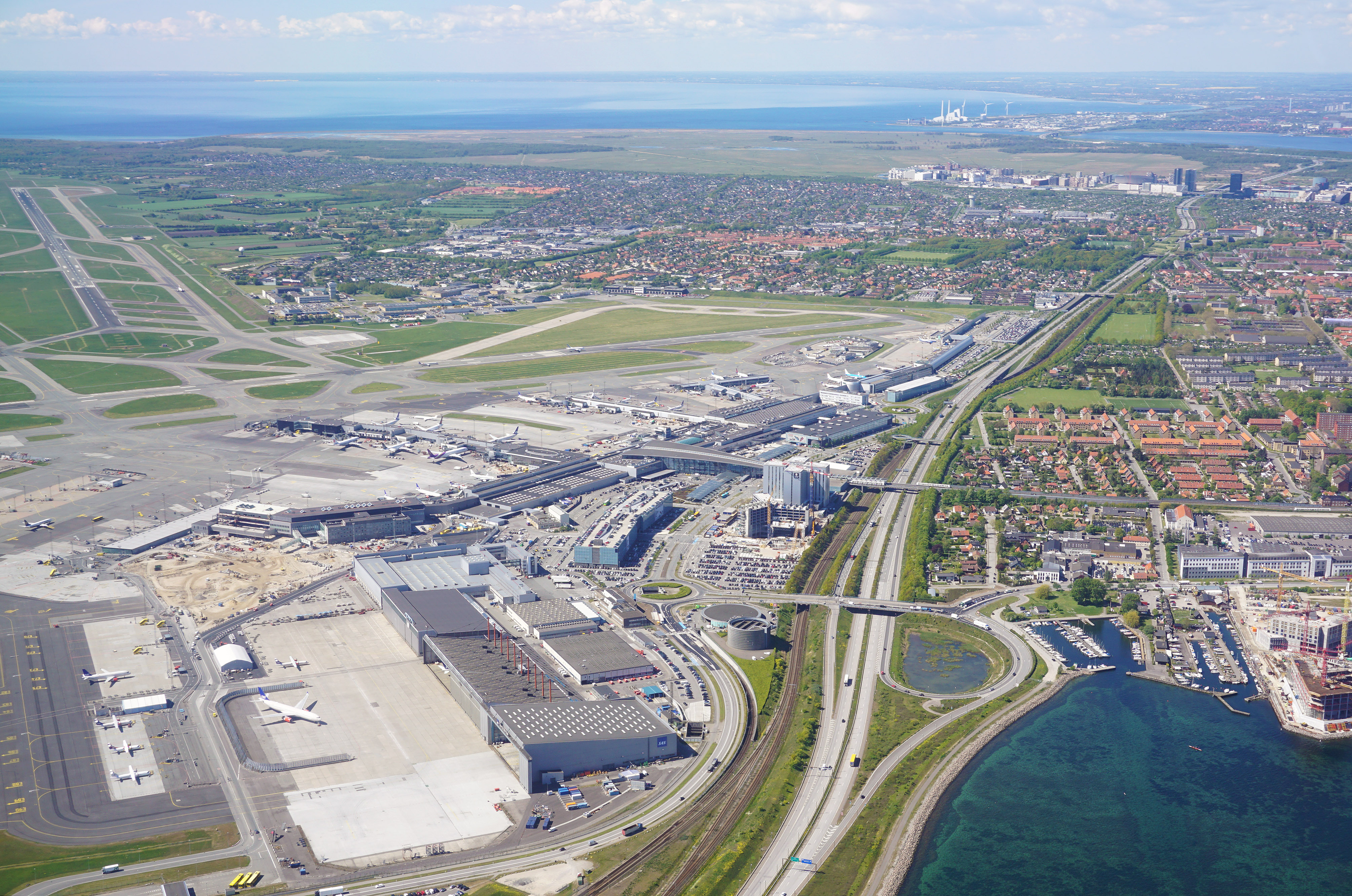
Il panorama dell'aeroporto di Copenaghen

Copenaghen ha due aeroporti, ll Kastrup (il grande aeroporto internazionale, con oltre 24 milioni di passeggeri l'anno) e Roskilde Lufthavn (una piccola internazionale di aviazione generale e aeroporto).
Il Kastrup, noto anche aeroporto di Copenaghen, è situato a soli 8 km a sud del centro di Copenaghen, ed è collegato con la città dalla linea metropolitana M2. Inoltre possiede una stazione ferroviaria ubicata sotto il Terminal 3, servita da treni con frequenza di fermate elevata, sulla linea che collega Copenaghen a Malmö in Svezia, e da treni a lunga percorrenza quali InterCity e InterCityExpress gestiti da DSB. Nel 2011 l'aeroporto è stato votato come il migliore aeroporto del nord Europa e il decimo al mondo.

### Strade
Copenaghen ha una vasta rete di autostrade e strade pubbliche, che collega la città al Nord Europa.

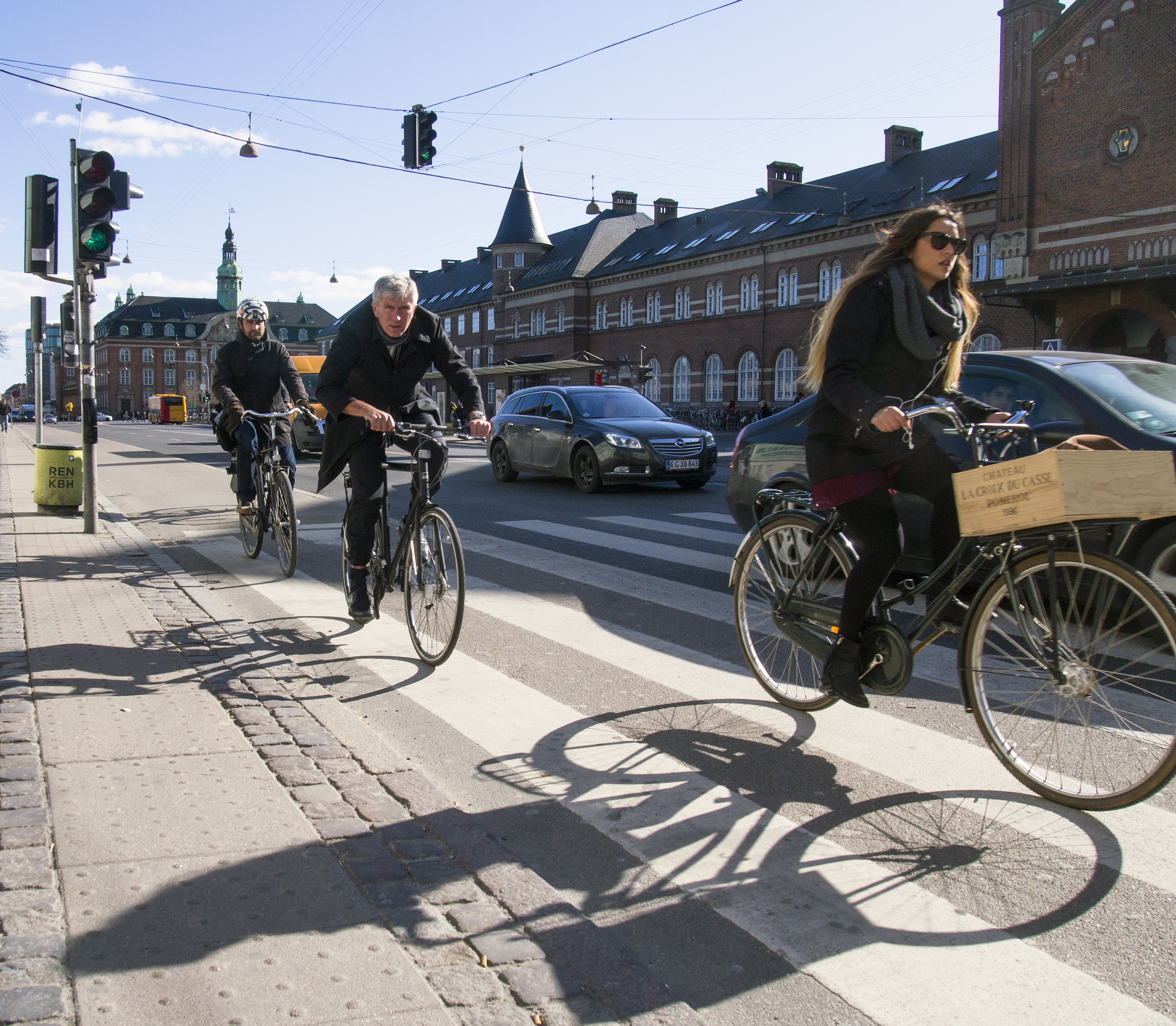
Pista ciclabile

 La città ha molte piste ciclabili, le quali sono ampie e decisamente frequentate. Le piste ciclabili sono spesso separate dalle principali rotte di traffico e, a volte, hanno le loro segnaletiche. Copenaghen è conosciuta come la città più "amica della bicicletta" del mondo, con il 35% di persone pendolari che vanno al lavoro in bicicletta.
Con il completamento del Ponte di Øresund nel 2001, Copenaghen e Malmö sono unite da un collegamento automobilistico e ferroviario grazie al quale dovrebbero migliorare l'interscambio commerciale, i rapporti tra i due Stati e il transito dei pendolari da entrambe le sponde.

### Porti
Nel 2001 il porto di Copenaghen si è unito a quello di Malmö, in Svezia, formando il Porto di Copenaghen-Malmö. Il traffico di passeggeri nel porto è passato da 175 000 passeggeri nel 2002 a 840 000 nel 2012, con 372 navi da crociera che arrivano al porto ogni anno. Il porto di Copenaghen è dunque il principale porto per navi da crociera nel Mar Baltico.
La rete di Crociere da Copenaghen è stata istituita nel 1992 come un partenariato tra il porto di Copenaghen e 45 fornitori professionali, al fine di rafforzare e sviluppare Copenaghen come il porto di maggior successo per crociere in Scandinavia e del Mar Baltico. Il porto di Copenaghen e Malmö è stato insignito del premio migliore porto da crociera in Europa per 4 anni consecutivi a partire dal 2008.

### Trasporti pubblici
Il sistema di trasporto pubblico di Copenaghen si basa sulla rete ferroviaria suburbana degli S-tog, sugli autobus (gestiti dalla società Movia) e sulla metropolitana.
La rete degli S-tog forma la base della rete di trasporto, che si estende per la maggior parte nell'area metropolitana di Copenaghen, con il centro presso la stazione centrale di Copenaghen. Nei primi anni duemila i treni sono stati integrati con le linee verso l'Aeroporto di Copenaghen, Elsinore e Malmö tramite la ferrovia dell'Øresund che attraversa l'omonimo stretto permettendo i collegamenti transfrontalieri con la Svezia. La rete delle suburbani S-tog Ferrovie dello Stato danese ha il capolinea orientale a Copenaghen, con la maggior parte dei treni che prosegue per l'aeroporto di Copenaghen.
La città ha quattro linee metropolitane, M1, M2, M3 e M4, con treni automatici senza macchinista; la linea M2 collega l'aeroporto al centro della città in 15 minuti. I treni circolano 24 ore al giorno, con frequenza variabile tra i 2-4 minuti negli orari di punta e 20 minuti durante la notte.
Il servizio di trasporto pubblico comprende inoltre alcune linee di navigazione, gestite da Movia.

## Sport
Lo sport più popolare è il calcio, e la società calcistica della città militante nella massimo campionato danese è:
- Il  Copenaghen, fondato nel 1992 dalla fusione di due club storici di Copenaghen (il KB ed il B 1903), che gioca nel Parken, lo stadio nazionale danese. Si è laureato 14 volte campione di Danimarca e ha partecipato varie volte alla Champions League.

In Danimarca è molto diffusa la pallamano, nella quale c'è l'AG Copenaghen a rappresentare la capitale nel massimo campionato danese. Di recente è stata fondata anche una squadra femminile, il København Håndbold. Altri sport molto praticati sono l'hockey sul ghiaccio, con tre squadre che giocano nel campionato nazionale, il rugby e l'atletica leggera.
Dal 19 al 25 settembre 2011 ha ospitato i mondiali di ciclismo su strada.

## Amministrazione

### Gemellaggi
- Helsinki
- Nuuk
- Oslo
- Parigi (Accordi di amicizia)
- Reykjavík
- Stoccolma
- Tórshavn